# 1999年のテレビ (日本)
1999年のテレビ（1999ねんのテレビ）では、1999年（平成11年）における日本のテレビジョン放送の動向についてまとめる。

## テレビ番組関係のできごと

### 1月
- 14日 - 長年時代劇を放映していたテレビ朝日系木曜20時枠で、東映京都撮影所制作による連続サスペンスドラマ枠『木曜ミステリー』が放送開始。第1作は『京都迷宮案内』（第1シリーズ）。以降、京都府京都市が舞台の作品を中心に製作して視聴者から“京都枠”と呼ばれており、2022年9月まで継続されている。
- 24日 - テレビ朝日系で放送された特撮テレビドラマ『テツワン探偵ロボタック』が終了。これにより、1982年の『宇宙刑事ギャバン』から放送された『メタルヒーローシリーズ』が17年の放送に幕。
- 31日 - テレビ朝日系で、『メタルヒーローシリーズ』の後継として石ノ森章太郎原作のロボットヒーローコメディドラマ『がんばれ!!ロボコン』のリメイク版『燃えろ!!ロボコン』が放送開始（ - 2000年1月23日）。

### 2月
- 3日 - テレビ東京系アニメ『超生命体トランスフォーマー ビーストウォーズネオ』が放送開始。前作『ビーストウォーズII 超生命体トランスフォーマー』の続編で、『戦え!超ロボット生命体トランスフォーマー』（日本テレビ）から続いた日本版でのG1シリーズの最終作に当たる。
- 7日 - 朝日放送・テレビ朝日系日曜朝8時30分枠にて、東映アニメーション制作による魔法少女をテーマにしたテレビアニメ『おジャ魔女どれみ』が放送開始。2003年1月の放送終了まで全4シリーズ製作される人気シリーズとなった。

### 3月
- テレビ東京系で1984年10月から放送されていた田宮模型一社提供の情報番組『タミヤRCカーグランプリ』が終了。14年半の歴史に幕。
- 3日 - NHK教育テレビ『おかあさんといっしょ』のオリジナルソング「だんご3兄弟」（作詞：佐藤雅彦、作曲：内野真澄、歌：速水けんたろう・茂森あゆみ他）のCDシングルがこの日発売。1999年のオリコン年間シングル売り上げ第1位を記録するなど同年に社会現象を起こす大ヒット曲となった。
- 7日 - フジテレビ系列（一部地域を除く）の日曜朝9時のアニメ枠で『デジモンアドベンチャー』が放送開始。その後2002年度の『デジモンフロンティア』まで4年連続で『デジモンシリーズ』が放送された。
- 22日 - フジテレビ系のバラエティー番組・『森田一義アワー 笑っていいとも!』が春の改正により火曜日にレギュラー出演していた杉本哲太が23日[注 1]で、水曜日レギュラー（月1回）だった藤崎奈々子と安斎勝洋が24日[注 2]、木曜日レギュラーだった鈴木紗理奈が25日[注 3]の放送でそれぞれ降板。
- 23日 - 人気者で行こう!の人気コーナー『芸能人格付けチェック』がこの回の90分スペシャルスタート。
- 27日
  - 毎日放送の情報番組・『すてきな出逢い いい朝8時』のメインレギュラーだった月亭八方[注 4]とレギュラーのハイヒールモモコと松居直美[注 5]が降板。
- 28日 - 日本テレビで1983年1月から放送が開始されたビートたけし司会の公開バラエティ番組『スーパージョッキー』がこの日をもって16年3か月にわたる放送を終了。これにより1971年1月から放送開始した『TVジョッキー』（1971年 - 1982年）から続いた日本テレビ日曜昼の『ジョッキーシリーズ』が28年3か月の歴史に幕。
- 29日 - TBSの情報・報道番組が大幅改編。
  - 早朝5時には新番組・『いちばん!エクスプレス』（司会：清原久美子）がスタート。朝6時には同じく新番組・『エクスプレス』がスタート。司会は女優のとよた真帆、タレントのリサ・ステッグマイヤー、小川知子アナウンサーが担当。その他にも情報キャスターにフリーアナウンサーの斎藤英津子キャスター、新聞コーナー担当を小島慶子（月曜日）、長岡杏子（火・水曜日）、小倉弘子（木・金曜日）両アナウンサーが、スポーツコーナーをフリーアナウンサーの林恵子、お天気コーナーを気象予報士の真壁京子がそれぞれ担当。お昼の報道番組・『JNNニュース1130』は新メインキャスターに岡田泰典アナウンサーが登板。夕方の報道番組・『JNNニュースの森』は新スポーツキャスターに小倉弘子（月～火曜日）、木村郁美（水～金曜日）両アナウンサーが登板。日曜夕方の報道ドキュメンタリー番組・『JNN報道特集』はアシスタントとして『JNNニュース1130』の前メインキャスター・池田裕行キャスターが登板。
  - フジテレビ系のバラエティー番組・『森田一義アワー 笑っていいとも!』の4月からの新レギュラーに北村総一朗（火曜日）[注 6]、ビビアン・スー（火曜日（不定期））[注 7]、山口紗弥加（木曜日（隔週））[注 8]、日高よう子（木曜日（隔週））[注 9]が加入。
- 下旬 - 女優の浅香光代がラジオ番組で実業家の野村沙知代に文句を言ったことに端を発した、いわゆる『ミッチー・サッチー騒動』が、この頃から各局のワイドショーで盛んに取り上げられる。
- 31日 - フジテレビ系の朝のワイドショー『ナイスデイ』がこの日で放送を終了。『おはよう!ナイスデイ』から通算して17年の歴史に幕。なお、同番組をネットしていたテレビ山口は、この日をもってフジテレビ制作の朝のワイドショーのネットを打ち切り、4月から本来のキー局であるTBS系『はなまるマーケット』の同時ネットに切り替えた。

### 4月
- 1日 - フジテレビの情報・報道番組が大幅改編。
  - まず早朝の『めざまし天気』は新たに伊藤利尋（木・金担当）、宇田麻衣子（月から水担当）、荒瀬詩織（木・金担当）両アナウンサーが登板。午前5時55分の『めざましテレビ』は司会の小島奈津子アナウンサーが全曜日担当となり、新たに情報キャスターに福原直英アナウンサー、お天気担当にフリーキャスタ－の吉田恵が登板。8時からは『おはよう!ナイスデイ』に変わる朝のワイドショー『情報プレゼンター とくダネ!』が放送開始。司会は情報番組『どうーなってるの?!』の司会で好評だったフリーキャスターの小倉智昭とフジテレビアナウンサーの笠井信輔、佐々木恭子が担当。これに合わせて『どうーなってるの?!』は、司会が小倉とフジテレビアナウンサーの深澤里奈から吉田照美（フリーアナウンサー、元文化放送アナウンサー）と西山喜久恵（フジテレビアナウンサー）、石塚英彦（ホンジャマカ）の3人に一新された。『FNNスピーク』は土曜版が15分に縮小され牧原俊幸アナウンサーが再登板。14時の『ビッグトゥデイ』は30分縮小されピーコとフジテレビアナウンサーの境鶴丸、菊間千乃司会の『2時のホント』となる。『FNNスーパーニュース』は開始時間が17時25分となり宮川俊二キャスターが『FNNスーパーニュースWEEKEND』に移り、新たにワシントン特派員を務めた黒岩祐治キャスターが登板。またそれ以外にも情報キャスターに野島卓、スポーツキャスターに西岡孝洋両アナウンサーがそれぞれ登板。またお天気担当だった島田彩夏アナウンサーはフィールドキャスターとなる。深夜の『ニュースJAPAN』は新アシスタントに森昭一郎アナウンサーが登板。『プロ野球ニュース』は木佐彩子アナウンサーが全曜日担当となり、休日のアシスタントに荒瀬詩織アナウンサーが登板。
  - またこれに合わせて『ポンキッキーズ』は16時に、『郁恵・井森のお料理BAN!BAN!』は15時30分にそれぞれ移動し、『DAIBAッテキ!!』は月曜日から木曜日は5分間の『DAIBAクシン!!チェーン』に金曜日は30分の『DAIBAクシン!!GOLD』に改名され、また土曜13時に笑福亭鶴瓶司会の『DAIBAクシン!!cheki b.』がスタート。『風まかせ 新・諸国漫遊記』は75分となり開始が午前11時45分となり新たにアシスタントとして勝俣州和と深澤里奈（同局アナウンサー）が登板。
- 3日 - 毎日放送・TBS系の情報番組・『すてきな出逢い いい朝8時』の新メンバーにトミーズ雅とシャンプーハットが加入。
- 5日
  - NHK教育テレビの長寿子供番組『おかあさんといっしょ』が大幅なリニューアルを行った。
    - うたのおにいさんが速水けんたろうから杉田あきひろに、うたのおねえさんが茂森あゆみからつのだりょうこへ6年ぶりに交代。さらにたいそうのおねえさんが松野ちかからタリキヨコへ5年ぶりに交代。歴代最長の17年間出演していた古今亭志ん輔も卒業した。
    - ミニぬいぐるみ人形劇として、新シリーズ『スプーとガタラット』が開始し、スプーが初登場（2000年（平成12年）より第10作『ぐ〜チョコランタン』に移行し、2009年（平成21年）3月28日まで出演）。NHKの他番組にも単独で出演する等、当時の番組の看板キャラクターとなった。
    - 番組の構成も1976年（昭和51年）以来23年ぶりに改変。人形劇で始まり後半に歌のコーナーが集中する構成から、歌のコーナーを全体的に配置する構成に変更。
    - 放送時間が拡大し25分番組が30分番組（実際は正味28分番組）になる。

  - NHK教育テレビの子供番組『天才てれびくん』が『天才てれびくんワイド』としてリニューアル。『ワイド』での最初の司会者は昨年度に引き続き山崎邦正（現:月亭方正）とリサ・ステッグマイヤー。てれび戦士の新メンバーの内、大沢あかねが加入する[注 10]。1995年度から出演していたウエンツ瑛士がこの度で卒業。
  - テレビ朝日系の朝の報道番組・『やじうまワイド』の新アシスタントにフリーアナウンサーの津島亜由子（月～水曜日・土曜日）が登板。
- 15日 - 『うたばん』が火曜21時から木曜20時に枠移動となり、同枠の制作局が毎日放送からTBSに移管。毎日放送制作枠は水曜19時枠（この時は「チャンスの殿堂!」）に移動した。
- 18日 - テレビ朝日でロンドンブーツ1号2号司会のバラエティ番組『稲妻!ロンドンハーツ』が放送開始（幾多の枠移動を経て2025年現在は『ロンドンハーツ』として放送）。
- 23日 - テレビ朝日系の報道番組・『ニュースステーション』の新コメンテーターに元・サッカー選手、元・朝日新聞論説委員の轡田隆史が起用される。これは前任の朝日新聞解説委員の菅沼栄一郎が週刊誌で不倫関係を報じられ降板したため。

### 5月
- 31日 - フジテレビの報道番組・『FNNスーパーニュース』が前半30分をリニューアル。新たに解説者として大林宏（同局報道局理事解説副委員長、当時）が登板。

### 6月
- 29日 - フジテレビ系で1998年7月7日に放送された関西テレビ制作のドラマ・『GTO』（主演：反町隆史、松嶋菜々子）の2時間SPが放送。翌30日にはスタジオぴえろ制作のテレビアニメ・『GTO』（声の出演：高木渉、折笠富美子）が放送開始（ - 2000年9月17日）。

### 7月
- 26日 - TBS系の『ナショナル劇場』で『水戸黄門 第27部』第19話「二人の御隠居 -村上-」が放送され、1969年8月4日放送の『水戸黄門 第1部』から風車の弥七を演じていた中谷一郎の最後の出演となった。

### 8月
- 20日〜29日 - TBSテレビ系で世界陸上1999スペインを独占放送。

### 9月
- 15日 - 日本テレビ系対抗クイズ番組『スーパークイズスペシャル』がこの日をもって放送終了。最後の優勝チームは『マジカル頭脳パワー!!』[注 11]。
- 16日 - 日本テレビ系で1990年10月から放送されていたクイズ番組『マジカル頭脳パワー!!』が放送終了。昨日最終回を迎えた上記の『スーパークイズスペシャル』と共に9年の歴史に幕を閉じる。
- 24日 - テレビ朝日系で1971年10月から放送されていた、政府広報番組『あまから問答』が、この日をもって放送終了。28年の歴史に幕。
- 27日
  - フジテレビ系のバラエティー番組・『森田一義アワー 笑っていいとも!』が秋の改正により月曜日にレギュラー出演していたミスターマッスルが27日[注 12]で、火曜日テレフォンアナだった桜井堅一朗、水曜日テレフォンアナだった荒瀬詩織、木曜日レギュラーだったキャイ〜ンが30日[注 13]、金曜日レギュラーだったアニマル梯団のコアラが1日の放送でそれぞれ降板。
  - テレビ朝日系は『スーパーモーニング』新司会者に作家の亀和田武が『スーパーワイド』の終了から3年3か月ぶりにワイドショーの司会となってこの日から登板。
- 30日 - 茨城県東海村のJCO東海事業所でこの日午後、臨界事故が発生、NHKや民放各局は終夜体制でこの報道を伝えた。

### 10月
- 1日 - テレビ朝日系の朝の報道番組・『やじうまワイド』のアシスタントを務めた同局の田中滋実アナウンサーが降板[注 14]。また生活情報局を担当していた『スーパーJチャンネル』も降板。降板後、田中は夫のアメリカ赴任により、主婦業に専念するため同局を退社。
- 2日 - フジテレビ系の朝の情報番組・『土曜一番!花やしき』が放送時間縮小。
- 3日 - 日本テレビ系の朝の情報番組・『The・サンデー＋30』が『The・サンデー』へ改題リニューアル。
- 4日 - テレビ朝日の情報・報道番組が大幅改編。
  - 早朝に『ラジ朝@モーニング』がスタート。司会は元・静岡放送アナウンサーの荻島正己と同局の龍円愛梨（月 - 水曜担当）、武内絵美（木・金曜担当）両アナウンサーが務めた。『やじうまワイド』は新アシスタントにスポーツ担当を務めた徳永有美アナウンサー（月・火曜担当）が昇格登板。『スーパーJチャンネル』は生活情報局の担当に週末版を担当した川瀬眞由美アナウンサー（月 - 水曜担当）が移動登板。
- 6日
  - テレビ朝日系の夜の報道番組・『ニュースステーション』の司会者・久米宏が番組内で一時的な降板を発表。翌7日から同局の渡辺宜嗣アナウンサーが司会を担当し、翌2000年頭に復帰した。
  - カナダ製作のCGアニメ『超生命体トランスフォーマー ビーストウォーズメタルス』がテレビ東京系で放映開始。1997年から放映されていたCGアニメ『ビーストウォーズ 超生命体トランスフォーマー』の続編で、日本版での同2シリーズの後時代に当たる前々作の『ビーストウォーズII』と前番組である前作の『ビーストウォーズネオ』を挟んだ後に放送された。
- 11日
  - フジテレビの恋愛バラエティ番組『あいのり』がこの日から放送を開始。司会は久本雅美と今田耕司（ - 2009年3月23日）。
  - 毎日放送で関西ローカルの大型情報番組『ちちんぷいぷい』がこの日から放送を開始。初代司会は当時同局アナウンサーで、ラジオを中心に活躍していた角淳一が担当（後に山本浩之と河田直也に司会を交代）。
- 20日 - フジテレビ系で、尾田栄一郎の漫画が原作のテレビアニメ『ONE PIECE』が放送開始。その後、幾多の枠移動を経て現在も継続。

### 11月
- 8日 - フジテレビで放送されていた『愛する二人別れる二人』に出演した一般人が、同番組のやらせがあったと遺書に残し自殺したことが発覚。かねてから過激な番組内容に批判があった影響もあり、スポンサー企業が「番組を打ち切らなければ降板する」と表明したため、この日放送分をもって終了。
- 11日 - 日本テレビ・読売テレビ系で1965年（昭和40年）から1990年（平成2年）3月まで24年間放送された深夜のワイドショー『11PM』が平成11年11月11日にちなみ、『11PM 11回忌法要スペシャル』と銘打った一夜限りの特別番組として復活。同特番では大橋巨泉や藤本義一ら歴代の11PM歴代司会者も顔を揃えた。
- 21日 - フジテレビ系の報道番組『報道2001』は同番組の初代司会者で『FNNスーパーニュース』のキャスターを務めていた同局の黒岩祐治（2011年より神奈川県知事）が2年半ぶりに復帰。これは11月22日に発売される週刊誌で同局の露木茂エグゼクティブアナウンサーに対する政界工作費流用疑惑が報じられたからである。

### 12月
- 14日 - 商工ローン問題で日栄（日本保証の前身）社長の証人喚問が行われ、1979年のダグラス・グラマン事件以来20年ぶりに動画による証人喚問のテレビ生中継がNHKなどで放送された[1]。
- 30日〜2000年1月1日 - TBS系で38時間の年またぎ特別番組『超える!テレビ』放送。
- 31日
  - TBS系で『第41回日本レコード大賞』放送。大賞はGLAYの「Winter,again」。
  - 第50回NHK紅白歌合戦を放送。紅組司会は久保純子（当時NHKアナウンサー）、白組司会は中村勘九郎（後の18代中村勘三郎）が務めた。今回の放送は2000年へのカウントダウンを迎えることから『ゆく年くる年』の中でも午前0時になる瞬間に紅白の会場（NHKホール）からの中継が挿入された[2]。
  - 前日から放送のTBSに続き、2000年へのカウントダウンをテーマにした元日までの長時間番組が各局で放送。テレビ朝日系では18:00から「大晦日だよドラえもん」「志村&所の戦うお正月」などを内包した24時間番組『24時間地球大騒ぎ!!カウントダウン2000』を、フジテレビ系ではこの日の21:00から『LOVE LOVE あいしてる』を軸にした音楽バラエティ『ワールドカウントダウンスーパースペシャル24時間まるごとライブLOVE LOVE2000～世界中の子供たちに僕らが愛でできること』をそれぞれ放送し、日をまたいだ長時間番組が3局並ぶ希な年となった。

## その他テレビに関する話題

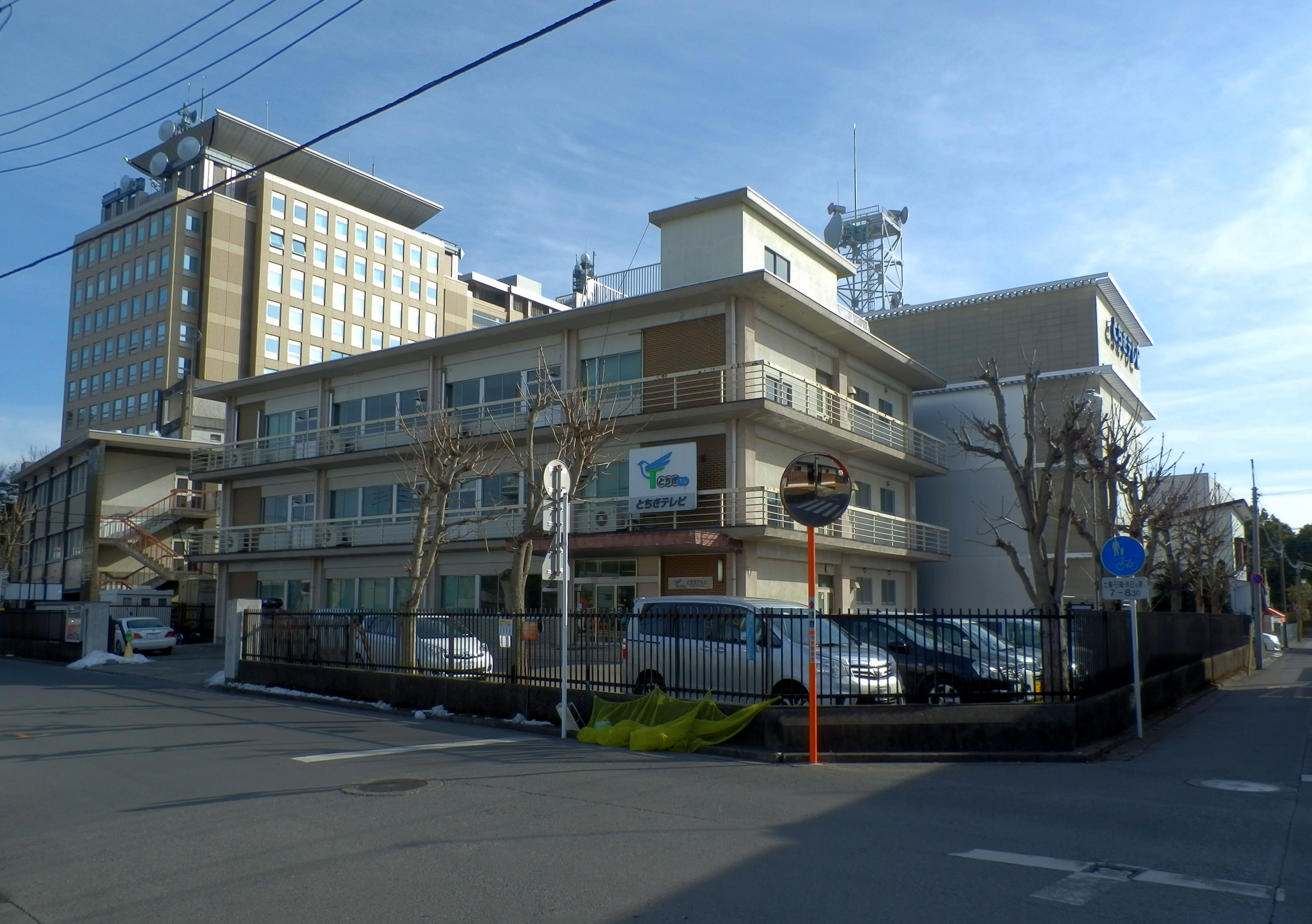
とちぎテレビ（4月1日開局）

- 深夜枠に限り放映されていた消費者金融のCMが全日に解禁された。但しTBSは社内上の問題から2001年3月まで解禁されなかった。
- 日本テレビがこの年の年間視聴率で1994年から6年連続3冠王となる。翌2000年春には年度視聴率でも6年連続3冠王となる。
- 2月 - 日本テレビ系列の静岡第一テレビでCM未放送問題が発覚。3月、日本民間放送連盟は同局に対して会員除名の処分を決定し、日本テレビネットワーク協議会（NNS）も同局の会員資格を無期限停止とした（既に解除）。また、同局は『24時間テレビ』にも1999年と2000年の2年間参加を辞退した（番組は通常通りネット）。

## 開局
- 4月1日
  - とちぎテレビ - 2025年時点で、地上波民放テレビ局では最後の開局となっている。

## 周年

### 番組
10周年
- NHKスペシャル（NHK総合）
- THE・サンデー（日本テレビ）
- ダウンタウンのガキの使いやあらへんで!!（日本テレビ）
- 所さんの目がテン!（日本テレビ）
- 知ってるつもり?!（日本テレビ）
- 噂の!東京マガジン（TBS）
- 筑紫哲也ニュース23（TBS）
- サンデープロジェクト（テレビ朝日）
- 渡辺篤史の建もの探訪（テレビ朝日）

20周年
- ズームイン!!朝!（日本テレビ）
- ルックルックこんにちは（日本テレビ）
- おはよう朝日です（ABC）
- ドラえもん（テレビ朝日）

25周年
- おかずのクッキング（テレビ朝日）

30周年
- 水戸黄門（TBS）
- サザエさん（フジテレビ）
- ワールドプロレスリング（テレビ朝日）

35周年
- ミュージックフェア（フジテレビ）

40周年
- おかあさんといっしょ（NHK教育）
- 産経テレニュースFNN（フジテレビ）

### 放送局・放送開始
1月1日
放送開始40周年 - 長崎放送テレビジョン
1月10日
放送開始40周年 - NHK東京教育テレビジョン (JOAB-TV)
2月1日
開局40周年 - テレビ朝日
3月1日
- 開局40周年 - フジテレビジョン
- 放送開始40周年 - 毎日放送テレビジョン、九州朝日放送テレビジョン

3月3日
開局40周年 - 日本海テレビジョン放送
3月15日
開局30周年 - NHK佐賀放送局教育テレビジョン
3月22日
開局30周年 – NHK高松放送局教育テレビジョン
4月1日
- 開局40周年 - NHK大阪放送局教育テレビジョン
- 開局40周年 - 札幌テレビ放送
- 放送開始40周年 - 東北放送テレビジョン、北日本放送テレビジョン、中国放送テレビジョン、四国放送テレビジョン、高知放送テレビジョン、熊本放送テレビジョン、南日本放送テレビジョン
- 開局30周年 - 富山テレビ放送、石川テレビ放送、長野放送、中京テレビ放送、岡山放送、瀬戸内海放送、福岡放送、サガテレビ、テレビ長崎、テレビ熊本、鹿児島テレビ放送
- 放送開始30周年 - 近畿放送テレビジョン
- 開局25周年 - テレビ和歌山
- 開局20周年 - テレビ埼玉
- 開局5周年 - 鹿児島讀賣テレビ

4月12日
開局35周年 - テレビ東京
5月1日
開局30周年 - サンテレビジョン
7月1日
開局20周年 - 静岡第一テレビ
9月1日
放送開始40周年 - IBC岩手放送テレビジョン
10月1日
- 放送開始40周年 - 青森放送テレビジョン、山口放送テレビジョン、大分放送テレビジョン
- 開局30周年 - 秋田テレビ、福井テレビジョン放送
- 開局10周年 - 熊本朝日放送

11月1日
開局40周年 - 沖縄テレビ放送
12月1日
開局30周年 - 青森テレビ、テレビ岩手、三重テレビ放送
12月10日
開局30周年 - テレビ愛媛
12月15日
放送開始40周年 - 山陰放送テレビジョン
12月20日
放送開始40周年 - 山梨放送テレビジョン

## 記念回
- 2月1日 - 5日、天才てれびくん（NHK教育）通算1000回
- 5月22日 - COUNT DOWN TV（TBS）300回
- 9月27日 - 痛快!エブリデイ（関西テレビ）1500回
- 11月13日 - ランク王国（TBS）200回
- 11月20日 - LOVE LOVEあいしてる（フジテレビ）150回

## 視聴率
数字・視聴率はビデオリサーチ関東地区調べ。その他地域別の視聴率はその他テレビに関する話題に。

### スポーツ
- 大相撲初場所12日目（NHK総合・1月21日）　29.4%
- プロ野球中継・中日対巨人（NHK総合・9月15日）29.0%
- プロ野球水曜ナイター・巨人対中日（日本テレビ・9月1日）28.8%
- 新春スポーツスペシャル第75回東京箱根間往復大学駅伝競走・復路（日本テレビ・1月3日）28.3%
- プロ野球オールスターゲーム・第1戦（テレビ朝日・7月24日）27.6%
- プロ野球日本シリーズ ダイエー×中日・第1戦（日本テレビ・10月23日）27.3%
- プロ野球開幕戦ナイター 巨人×阪神（日本テレビ・4月2日）26.3%

### テレビドラマ・映画
- 金曜ロードショー・もののけ姫（日本テレビ・1月22日）35.1%
- 新春ドラマスペシャル・古畑任三郎VS SMAP（フジテレビ・1月3日）32.3%
- すずらん（NHK総合・9月17日）30.4%
- 魔女の条件 (TBS・6月17日）29.5%
- 元禄繚乱（NHK・11月28日）28.5%
- あすか (NHK・10月15日）27.6%
- GTOドラマスペシャル（フジテレビ・6月29日) 27.4%
- 金曜ロードショー・Shall we ダンス?（日本テレビ・2月19日)　26.7%
- カネボウヒューマンスペシャル・小さな小さなあなたを産んで（日本テレビ、2月2日）26.1%
- 開局40周年特別企画・兄弟〜兄さん、お願いだから死んでくれ〜（テレビ朝日、3月20日）25.5%
- 今夜は営業中!（日本テレビ・9月18日）25.0%

### バラエティ・歌番組
| 順位 | 視聴率 | 放送日               | 番組名                                                                              | 放送局     |
| ---- | ------ | -------------------- | ----------------------------------------------------------------------------------- | ---------- |
| 1    | 50.8%  | 12月31日 21:30-23:45 | 第50回NHK紅白歌合戦・第2部                                                          | NHK総合    |
| 2    | 45.8%  | 12月31日 19:30-21:20 | 第50回NHK紅白歌合戦・第1部                                                          | NHK総合    |
| 3    | 33.5%  | 7月12日 22:00-22:54  | SMAP×SMAP                                                                           | フジテレビ |
| 4    | 28.5%  | 3月11日 20:00-20:54  | HEY!HEY!HEY! MUSIC CHAMP                                                            | フジテレビ |
| 5    | 27.9%  | 4月18日 22:30-22:54  | 進ぬ!電波少年                                                                       | 日本テレビ |
| 6    | 27.4%  | 11月9日 19:00-19:54  | 愛する二人別れる二人                                                                | フジテレビ |
| 7    | 27.3%  | 1月15日 20:00-20:54  | ウッチャンナンチャンのウリナリ!!                                                    | 日本テレビ |
| 8    | 26.5%  | 6月8日 20:00-20:54   | ミュージックステーション                                                            | テレビ朝日 |
| 9    | 26.4%  | 9月24日 21:30-23:24  | 雷波少年スペシャル                                                                  | 日本テレビ |
| 9    | 26.4%  | 1月9日 21:00-22:54   | 電波少年スペシャル                                                                  | 日本テレビ |
| 10   | 26.0%  | 1月1日 21:30-23:34   | 電波少年あけまして、おめでとうまつり                                                | 日本テレビ |
| 11   | 25.7%  | 7月4日 22:00-22:30   | おしゃれカンケイ（ゲスト・野村沙知代）                                              | 日本テレビ |
| 12   | 25.6%  | 2月21日 22:30-22:55  | 電波少年                                                                            | 日本テレビ |
| 12   | 25.6%  | 3月14日 19:58-20:54  | 特命リサーチ200X!                                                                   | 日本テレビ |
| 13   | 25.5%  | 2月28日 22:30-22:55  | 電波少年                                                                            | 日本テレビ |
| 14   | 24.9%  | 2月15日 22:00-22:54  | SMAP×SMAP                                                                           | フジテレビ |
| 15   | 24.6%  | 1月24日 22:30-22:55  | 電波少年                                                                            | 日本テレビ |
| 16   | 24.5%  | 1月11日 22:00-23:09  | SMAP×SMAP'99新春S1生グランプリ                                                      | フジテレビ |
| 17   | 24.4%  | 1月17日 22:30-22:55  | 電波少年                                                                            | 日本テレビ |
| 18   | 24.3%  | 1月26日 19:58-20:54  | 踊る!さんま御殿!!                                                                   | 日本テレビ |
| 18   | 24.3%  | 2月28日 19:58-20:54  | 特命リサーチ200X!                                                                   | 日本テレビ |
| 19   | 24.2%  | 2月27日 19:53-20:54  | めちゃ×2イケてるッ!                                                                 | フジテレビ |
| 20   | 23.8%  | 1月25日 22:00-22:54  | SMAP×SMAP                                                                           | フジテレビ |
| 21   | 23.7%  | 2月8日 22:00-22:54   | SMAP×SMAP                                                                           | フジテレビ |
| 21   | 23.7%  | 3月1日 22:00-22:54   | SMAP×SMAP                                                                           | フジテレビ |
| 22   | 23.5%  | 2月9日 19:58-20:54   | 踊る!さんま御殿!!                                                                   | 日本テレビ |
| 22   | 23.5%  | 2月14日 22:30-22:55  | 電波少年                                                                            | 日本テレビ |
| 23   | 23.4%  | 2月23日 19:58-20:54  | 踊る!さんま御殿!!                                                                   | 日本テレビ |
| 24   | 23.2%  | 1月18日 22:00-22:54  | SMAP×SMAP                                                                           | フジテレビ |
| 24   | 23.2%  | 2月7日 19:00-20:00   | さんまのスーパーからくりTV                                                          | TBS        |
| 25   | 23.1%  | 1月31日 22:30-22:55  | 電波少年                                                                            | 日本テレビ |
| 26   | 23.0%  | 1月30日 19:53-20:54  | めちゃ×2イケてるッ!                                                                 | フジテレビ |
| 26   | 23.0%  | 3月8日 22:00-22:54   | SMAP×SMAP                                                                           | フジテレビ |
| 27   | 22.9%  | 2月1日 22:00-22:54   | SMAP×SMAP                                                                           | フジテレビ |
| 27   | 22.9%  | 2月21日 22:00-22:30  | おしゃれカンケイ                                                                    | 日本テレビ |
| 27   | 22.9%  | 2月21日 22:55-23:26  | ダウンタウンのガキの使いやあらへんで!                                               | 日本テレビ |
| 28   | 22.8%  | 1月24日 22:55-23:26  | ダウンタウンのガキの使いやあらへんで!                                               | 日本テレビ |
| 28   | 22.8%  | 2月24日 21:00-21:54  | とんねるずの生でダラダラいかせて!                                                   | 日本テレビ |
| 29   | 22.6%  | 2月3日 21:00-21:54   | とんねるずの生でダラダラいかせて!                                                   | 日本テレビ |
| 30   | 22.3%  | 2月2日 19:58-20:54   | 踊る!さんま御殿!!                                                                   | 日本テレビ |
| 30   | 22.3%  | 2月22日 22:00-22:54  | SMAP×SMAP                                                                           | フジテレビ |
| 31   | 22.2%  | 1月15日 19:00-19:58  | ぐるぐるナインティナイン                                                            | 日本テレビ |
| 31   | 22.2%  | 2月7日 22:30-22:55   | 電波少年                                                                            | 日本テレビ |
| 32   | 22.0%  | 3月7日 19:00-20:00   | さんまのスーパーからくりTV                                                          | TBS        |
| 33   | 21.9%  | 2月11日 19:00-19:54  | 嗚呼!バラ色の珍生!!                                                                 | 日本テレビ |
| 33   | 21.9%  | 3月14日 19:00-20:00  | さんまのスーパーからくりTV                                                          | TBS        |
| 34   | 21.8%  | 3月2日 19:58-20:54   | 踊る!さんま御殿!!                                                                   | 日本テレビ |
| 35   | 21.7%  | 2月7日 22:55-23:26   | ダウンタウンのガキの使いやあらへんで!                                               | 日本テレビ |
| 35   | 21.7%  | 2月14日 19:00-20:00  | さんまのスーパーからくりTV                                                          | TBS        |
| 35   | 21.7%  | 3月7日 22:30-22:55   | 電波少年                                                                            | 日本テレビ |
| 36   | 21.6%  | 1月29日 19:00-19:58  | ぐるぐるナインティナイン                                                            | 日本テレビ |
| 36   | 21.6%  | 1月31日 19:00-20:00  | さんまのスーパーからくりTV                                                          | TBS        |
| 36   | 21.6%  | 2月15日 20:00-20:54  | 世界まる見え!テレビ特捜部                                                           | 日本テレビ |
| 37   | 21.5%  | 1月18日 20:00-20:54  | 世界まる見え!テレビ特捜部                                                           | 日本テレビ |
| 37   | 21.5%  | 1月24日 19:00-20:00  | さんまのスーパーからくりTV                                                          | TBS        |
| 38   | 21.4%  | 1月7日 21:00-21:54   | とんねるずのみなさんのおかげでした                                                  | フジテレビ |
| 39   | 21.3%  | 2月21日 19:00-20:00  | さんまのスーパーからくりTV                                                          | TBS        |
| 40   | 21.2%  | 1月8日 19:00-20:54   | ぐるナイ今年の主役も僕達ですスペシャル!                                             | 日本テレビ |
| 40   | 21.2%  | 1月19日 19:58-20:54  | 踊る!さんま御殿!!                                                                   | 日本テレビ |
| 40   | 21.2%  | 1月25日 20:00-20:54  | 世界まる見え!テレビ特捜部                                                           | 日本テレビ |
| 41   | 21.1%  | 1月24日 19:58-20:54  | 特命リサーチ200X!                                                                   | 日本テレビ |
| 41   | 21.1%  | 2月28日 22:00-22:30  | おしゃれカンケイ                                                                    | 日本テレビ |
| 42   | 21.0%  | 3月1日 20:00-20:54   | 世界まる見え!テレビ特捜部                                                           | 日本テレビ |
| 43   | 20.9%  | 2月1日 20:00-20:54   | 世界まる見え!テレビ特捜部                                                           | 日本テレビ |
| 44   | 20.8%  | 1月12日 19:58-20:54  | 踊る!さんま御殿!!                                                                   | 日本テレビ |
| 44   | 20.8%  | 2月16日 19:58-20:54  | 踊る!さんま御殿!!                                                                   | 日本テレビ |
| 44   | 20.8%  | 2月20日 19:53-20:54  | めちゃ×2イケてるッ!                                                                 | フジテレビ |
| 45   | 20.7%  | 1月1日 18:00-21:24   | 最強の男は誰だ!壮絶人間バトル!スポーツマンNO.1決定戦XIII                            | TBS        |
| 45   | 20.7%  | 1月29日 19:58-20:54  | ウッチャンナンチャンのウリナリ!!                                                    | 日本テレビ |
| 45   | 20.7%  | 2月5日 19:58-20:54   | ウッチャンナンチャンのウリナリ!!                                                    | 日本テレビ |
| 45   | 20.7%  | 2月9日 19:00-19:54   | 怪傑熟女!心配ご無用                                                                 | TBS        |
| 45   | 20.7%  | 2月19日 19:58-20:54  | ウッチャンナンチャンのウリナリ!!                                                    | 日本テレビ |
| 46   | 20.5%  | 1月23日 19:00-20:54  | スーパースペシャル'99・さんま所の乱れ咲き花の芸能界オシャベリの殿堂マルヒ仰天豪華版 | 日本テレビ |
| 47   | 20.4%  | 1月12日 19:00-19:54  | 怪傑熟女!心配ご無用                                                                 | TBS        |
| 47   | 20.4%  | 1月17日 22:00-22:30  | おしゃれカンケイ                                                                    | 日本テレビ |
| 48   | 20.3%  | 1月7日 21:30-23:24   | どっちの料理ショー新年大決断スペシャル                                              | 日本テレビ |
| 48   | 20.3%  | 1月10日 22:30-22:55  | 電波少年                                                                            | 日本テレビ |
| 48   | 20.3%  | 1月22日 19:58-20:54  | ウッチャンナンチャンのウリナリ!!                                                    | 日本テレビ |
| 48   | 20.3%  | 1月25日 19:00-19:54  | 関口宏の東京フレンドパーク2                                                         | TBS        |
| 48   | 20.3%  | 2月6日 19:53-20:54   | めちゃ×2イケてるッ!                                                                 | フジテレビ |
| 49   | 20.2%  | 1月5日 19:00-20:54   | 踊る踊る踊る!さんま御殿スペシャル                                                   | 日本テレビ |
| 49   | 20.2%  | 1月17日 19:58-20:54  | 特命リサーチ200X!                                                                   | 日本テレビ |
| 50   | 20.1%  | 2月28日 19:00-20:00  | さんまのスーパーからくりTV                                                          | TBS        |

### アニメ
- サザエさん（フジテレビ・2月14日）　28.2％
- 名探偵コナン(日本テレビ・3月1日)　23.4%

## 報道・情報・スポーツ・トーク・番宣・ミニ番組・単発特別番組

### 終了番組
- 3月26日
  - お天気クジラ（TBS）
  - 朝ダッシュ!（MBS）
  - おはようクジラ（TBS）
  - ミックスパイください（CBC）
  - 早起き!チェック（テレビ朝日）
  - ナンバー12・熱血サッカー宣言（テレビ東京）
- 3月27日
  - 土曜ほっとモーニング（NHK総合）
  - お天気クジラ土曜版（TBS）
  - CBCニュースワイド（CBC）
  - 恋するアミパラ（テレビ朝日）
- 3月28日
  - 独占!スポーツ情報（日本テレビ）
  - 新サンデーモーニング（TBS）
  - 熱中!ふるさとTV（宮城テレビ放送）
- 3月31日
  - おはよう5（NHK総合）
  - ナイスデイ（フジテレビ）
  - ビッグトゥデイ（フジテレビ）
  - クロスファイア（関西テレビ）
- 4月2日
  - 週刊ボランティア（NHK教育）
  - HOMEスーパーJチャンネル（広島ホームテレビ）
  - 発信!生スタ 早起きクマさん（北海道テレビ）
- 6月26日
  - 特選・買物サタデー（テレビ東京）
  - 情報!ソースが決め手J（テレビ東京）
- 9月16日
  - アニメウェーブ（日本テレビ）
  - 見ればなっとく!（TBS）
- 9月24日
  - あまから問答（テレビ朝日）
  - あれも食いたいこれも食いたい（テレビ朝日）
  - あじわい散歩道（テレビ東京）
  - 格闘コロシアム（テレビ東京）
- 9月25日
  - こだわり食材紀行（テレビ朝日）
  - 元気老人アワー（テレビ東京）
  - ゴルフ交遊録（テレビ東京）
  - 獏さんのひゅーまんテレビ（テレビ東京）
  - 造園（テレビ東京）
  - 国際人（テレビ東京）
  - 生島ヒロシの健康パーク（テレビ東京）
  - ふるさとZIP探偵団（関西テレビ）
  - なにぬねノムさん（関西テレビ）
- 9月26日
  - The・サンデー＋30（日本テレビ）
  - 遊々ゴルフ（TBS）
  - 天使の弾き（フジテレビ）
  - 青木功新ゴルフ革命（テレビ朝日）
- 9月27日 - K.I.P!（関西テレビ）
- 9月28日
  - ドキュメントUSA（TBS）
  - 火曜ゴールデンワイド（テレビ東京）
- 9月30日
  - CNNヘッドライン（テレビ朝日）
  - ゲーム王国（テレビ東京）
- 9月
  - Jump Up ホークス（福岡放送）
  - Go! Go! アビスパ（福岡放送）
  - おかえりワイド（MBS）
- 10月1日
  - U・S改（日本テレビ）
  - BBB（テレビ東京）
- 10月3日 - TXNニュースワイド 夕方いちばん（テレビ東京）
- 12月13日 - 読売新聞テレビ朝刊（日本テレビ）
- 12月24日 - 佐藤藍子のなるほどテレビ（テレビ東京）
- 12月 - せとらんど'99（西日本放送）

### 開始番組
- 3月29日
  - 女子アナ給湯室（日本テレビ）
  - いちばん!エクスプレス（TBS）
  - エクスプレス（TBS）
  - ユーガッタ!CBC（CBC）
  - K.I.P!（関西テレビ）
- 4月1日
  - 情報プレゼンター とくダネ!（フジテレビ）
  - 2時のホント（フジテレビ）
  - 福井テレビスーパーニュースワイド おかえりなさ〜い（福井テレビ）
- 4月2日
  - あじわい散歩道（テレビ東京）
  - 週末の女神（東日本放送）
- 4月3日
  - NHK週刊ニュース（NHK総合）
  - 元気老人アワー（テレビ東京）
  - 特選・買物サタデー（テレビ東京）
  - 国際人（テレビ東京）
  - 生島ヒロシの健康パーク（テレビ東京）
  - CBC土曜ニュースワイド（CBC）
  - なにぬねノムさん（関西テレビ）
- 4月4日
  - 天使の弾き（フジテレビ）
  - ウラネタ芸能ワイド 週刊えみぃSHOW（読売テレビ）
- 4月5日
  - 井上雪彦の熱血テレビ（山口放送）
  - 530フォーカス徳島（四国放送）
  - ひろしまVOICE（広島ホームテレビ）
  - 情報ワイド 夕方Don!Don!（北海道テレビ）
  - 情報ワイド 早起きDon!Don!（北海道テレビ）
- 4月6日
  - ワインメール（フジテレビ）
  - つづうらら（テレビ東京）
- 4月7日 - ききかじり（フジテレビ）
- 4月8日 - ボランティアまっぷ（NHK教育）
- 4月10日
  - 土曜スタジオパーク あなたの声に答えます（NHK総合）
  - 長島三奈の熱闘!スポーツM18（テレビ朝日）
- 4月16日 - 格闘コロシアム（テレビ東京）
- 7月3日 - マネー天使（テレビ東京）
- 7月4日 - 裏・女子アナ給湯室（日本テレビ）
- 7月5日 - 月曜特集'99（テレビ東京）
- 8月16日 - FNSソフト工場（フジテレビ）
- 9月1日 - スーパー知恵MON（TBS）
- 9月9日 - 日テレ式（日本テレビ）
- 10月1日
  - 佐藤藍子のなるほどテレビ（テレビ東京）
  - てれとMAP（テレビ東京）
- 10月2日
  - うなぎのぼり研究所（フジテレビ）
  - サタデーフジ（フジテレビ）
  - ZIP!（関西テレビ）
  - 昼あがり!どまんなか（関西テレビ）
  - ダヴィンチの予言（テレビ朝日）
  - 週刊!家もん（九州朝日放送）
  - 加藤寛のカンカンガクガク（テレビ東京）
  - 知ってる!介護（テレビ東京）
  - 青木功ドリームマッチ（テレビ東京）
- 10月3日 
  - 夢空間スポーツ（福岡放送）
  - クイズDECHU!（福岡放送）
  - 磐の贈り物（フジテレビ）
  - ゴルフ者でいこう!（テレビ朝日）
  - 得するテレビ（ABC）
  - 特選・買物サンデー（テレビ東京）
- 10月4日
  - ミッドナイトアンコール（TBS）
  - TYSナウ深夜便（テレビ山口）
  - 宣伝上手（RKB毎日放送）
  - アニメ再放送枠（フジテレビ）
  - ラジ朝@モーニング（テレビ朝日）
  - TXNニュースアイ（テレビ東京）
  - チョイス!（テレビ東京）
  - S-K.I.P!（関西テレビ）
- 10月5日
  - 火・曜・特・番!!（フジテレビ）
  - トモコさん（フジテレビ）
- 10月7日
  - BOON!（日本テレビ）
  - ゲームEX（テレビ東京）
- 10月9日 - 大調査!! なるほど日本人（テレビ東京）
- 10月11日 - ちちんぷいぷい（MBS）
- 10月14日 - 回復!スパスパ人間学（TBS）
- 10月19日 - 火曜イチバン!（テレビ東京）

## ドキュメンタリー番組

### 終了番組
- 3月28日 - キラリ（ABC）

### 開始番組
- 4月8日 - 地球に乾杯（NHK総合）
- 10月21日 - 人間解析ドキュメント ZONE（TBS）

### 期間限定番組
- 4月4日 - 9月26日、チャレンジ・夢・スポーツ（ABC）

## 教養番組

### 終了番組
- 3月10日 - グルグルパックン（NHK教育）
- 3月11日
  - このまちだいすき（NHK教育）
  - キッズチャレンジ（NHK教育）
- 3月12日
  - あしたもげんきくん（NHK教育）
  - さんすうすいすい（NHK教育）
- 3月16日 - 堂々日本史（NHK総合）
- 3月17日 - にこにこぷんがやってきた!（NHK BS2）
- 3月27日 - 紺野美沙子の科学館（テレビ朝日）
- 4月1日 - NHK人間大学（NHK教育）
- 4月2日 - 天才てれびくん（NHK教育）
- 4月3日 - 未来潮流（NHK教育）
- 4月4日 - 母と子のテレビタイム日曜版（NHK教育）
- 9月26日 - Dr.クラナガン（福岡放送）
- 10月1日 - 驚きももの木20世紀（ABC）

### 開始番組
- 4月4日 - 100人の20世紀（テレビ朝日）
- 4月5日
  - はじめよう英会話（NHK教育）
  - ストレッチマン（NHK教育）
  - ふしぎ研究所（NHK教育）
  - それゆけこどもたい（NHK教育）
  - 今夜もあなたのパートナー（NHK教育）
  - NHK人間講座（NHK教育）
- 4月6日
  - マテマティカ（NHK教育）
  - まちへとびだそう（NHK教育）
  - ニッポンときめき歴史館（NHK総合・大阪）
- 10月2日 
  - マルコポーロの子供たち（フジテレビ）
  - 贅沢な休日（テレビ朝日）

### 期間限定番組
- 1月5日 - 9月28日、キティズパラダイス（テレビ東京）
- 8月16日 - 8月31日、夏!女3人ワケあり旅（TBS）

## バラエティ番組

### 終了番組
- 2月25日 - 全国制覇バラエティー ジパング大決戦!（MBS）
- 3月4日 - コレって変ですか〜!?（フジテレビ）
- 3月8日 - 禁断!ハダカの王様（テレビ朝日）
- 3月9日 - 仰天!めンたまりや!!（関西テレビ）
- 3月12日 - ウォンテッド!!（フジテレビ）
- 3月17日 - 特捜!芸能ポリスくん（TBS）
- 3月19日 - ウンナンの気分は上々。（TBS）
- 3月23日
  - なにわ友あれ赤井英和（MBS）
  - 大爆笑問題（テレビ東京）
- 3月25日 - 江角マキコの恋愛の科学（フジテレビ）
- 3月26日
  - ま!いっか（テレビ朝日）
  - 新橋ミュージックホール（読売テレビ）
  - やんちゃ（日本テレビ）
- 3月27日 - JAPAN BOYS（関西テレビ）
- 3月28日
  - そう快!ヒデタミン（フジテレビ）
  - スーパーJOCKEY（日本テレビ）
- 3月29日 
  - 愛ラブB.I.G.（テレビ東京）
  - ココリコ黄金伝説（テレビ朝日）
- 3月30日 - 男3人ムリ珍お宝旅（TBS）
- 6月21日 - 熱血!島田塾〜おれたちホンキ宣言〜（テレビ朝日）
- 6月27日 - 来たで!特捜SWAT（関西テレビ）
- 6月28日 - いただき!公募生活（テレビ東京）
- 6月29日 - 超!めンたまりや!!（関西テレビ）
- 8月13日 - マダムんむん（TBS）
- 8月20日 
  - 痛快!知らぬはオトコばかりなり（関西テレビ）
  - 走れ!!しあわせ建設（フジテレビ）
- 9月9日 - 恋ボーイ恋ガール（フジテレビ）
- 9月15日
  - スーパークイズスペシャル（日本テレビ）（単発番組）
  - チャンスの殿堂!（MBS）
- 9月16日 - マジカル頭脳パワー!!（日本テレビ）
- 9月21日 - ネプフジ（フジテレビ）
- 9月22日 - 8時だJ（テレビ朝日）
- 9月24日
  - 料理の鉄人（フジテレビ）
  - エキサイトボウリング（テレビ東京）
  - 同窓会（テレビ東京）
  - HAMASHO（読売テレビ）
- 9月25日
  - ふるさとZIP探偵団（関西テレビ）
  - 上方漫才王国（関西テレビ）
  - あなたにありがとう（関西テレビ）
  - 名探偵・山田花子（関西テレビ）
  - Sports Party ただいま夢中!（関西テレビ）
  - ボキャブラ天国シリーズ（フジテレビ）
- 9月26日 - 雛かっぱー（テレビ朝日）
- 9月27日
  - 恋愛の家庭教師（フジテレビ）
  - つよチャン堂本舗（日本テレビ）
  - 恋のチューンネップ（広島テレビ）
  - 鶴瓶と南原、平成日本のよふけ（フジテレビ）
  - ねごとの穴（ABC）
  - 哲にいさん（日本テレビ）
- 9月28日
  - 未来ナース'99（TBS）
  - ミスMAP天国2（フジテレビ）
- 9月29日
  - 笑う犬の生活（フジテレビ）
  - バクマリヤ（フジテレビ）
  - マチャミの全部いただきっ!!（中京テレビ）
- 9月30日
  - 男女8人恋愛ツアー!TOKIOのな・り・ゆ・き!!（フジテレビ）
  - キャイ〜ン・寛平の女神のハート（TBS）
  - 男3人ワク珍クイズ旅（TBS）
  - アイドル王（TBS）
- 11月8日 - 愛する二人別れる二人（フジテレビ）

### 開始番組
- 1月4日
  - マダムんむん（TBS）
  - チェキラ!（日本テレビ）
- 1月5日 
  - アイドルをさがせ!（テレビ東京）
  - どうでしょうリターンズ（北海道テレビ）
- 3月16日 - 超!めンたまりや!!（関西テレビ）
- 3月27日 - 爆笑オンエアバトル（NHK総合）
- 3月29日 - つよチャン堂本舗（日本テレビ）
- 3月30日 - 対爆笑問題（テレビ東京）
- 4月1日
  - キャイ〜ン・寛平の女神のハート（TBS）
  - 男3人ワク珍クイズ旅（TBS）
- 4月2日
  - エキサイトボウリング（テレビ東京）
  - あ。た、り（テレビ朝日）
- 4月3日
  - 上方漫才王国（関西テレビ）
  - Sports Party ただいま夢中!（関西テレビ）
- 4月4日 - ウチくる!?（フジテレビ）
- 4月5日 - 哲にいさん（日本テレビ）
- 4月6日 - ミスMAP天国2（フジテレビ）
- 4月9日 - 鈴井の巣（北海道テレビ）
- 4月10日 - YOU&ME ふたり（NHK教育）
- 4月12日
  - 熱血!島田塾〜おれたちホンキ宣言〜（テレビ朝日）
  - いただき!公募生活（テレビ東京）
  - 恋愛の家庭教師（フジテレビ）
- 4月12日 - 20世紀の遺伝子（フジテレビ）
- 4月13日
  - ガチンコ!（TBS）
  - ネプフジ（フジテレビ）
  - シザーズリーグ（フジテレビ）
- 4月14日 - チャンスの殿堂!（MBS）
- 4月15日 - 恋ボーイ恋ガール（フジテレビ）
- 4月16日 - 同窓会（テレビ東京）
- 4月17日 - サタ☆スマ（フジテレビ）
- 4月18日
  - 特上!天声慎吾（日本テレビ）
  - 神出鬼没タケシムケン（テレビ朝日）
  - 稲妻!ロンドンハーツ（テレビ朝日）
- 4月19日
  - 鶴瓶と南原、平成日本のよふけ（フジテレビ）
  - 天然者（北海道放送）
- 4月23日 - 走れ!!しあわせ建設（フジテレビ）
- 10月1日
  - SURPRISE!（フジテレビ）
  - フジリコ（読売テレビ）
- 10月2日
  - おネプ!（テレビ朝日）
  - S-FIELD（関西テレビ）
- 10月3日
  - ピカイチ（日本テレビ）
  - ピュアピュア（テレビ朝日）
- 10月4日
  - ネプ中（広島テレビ）
  - 三宅裕司のワークパラダイス（山口放送）
  - 神出鬼没・乗ってけ!北野誠タクシー（関西テレビ）
  - おまねき猫（テレビ朝日）
- 10月5日 - コムロ式（日本テレビ）
- 10月6日
  - ヒロスポ!（テレビ東京）
  - ヤミツキ（中京テレビ）
- 10月7日
  - キャイ〜ン・寛平の女神の真相（TBS）
  - 男3人ラブ珍ハント旅（TBS）
- 10月8日 - メントレ（フジテレビ）
- 10月9日 - 愛のエプロン（テレビ朝日）
- 10月11日
  - あいのり（フジテレビ）
  - 春夏冬中（フジテレビ）
  - 鶴瓶と慎吾、平成日本のよふけ（フジテレビ）
  - こぶ茶クラブ（フジテレビ）
- 10月13日
  - 力の限りゴーゴゴー!!（フジテレビ）
  - 明石家マンション物語（フジテレビ）
  - つんくタウン（フジテレビ）
- 10月14日 - 週刊ストーリーランド（日本テレビ）
- 10月15日
  - しらばかッ!!（関西テレビ）改題
  - うっひゃ〜!!はなさかロンドンブーツ（フジテレビ）
- 10月16日 - 激うま対決!メロン城の伝説（関西テレビ）
- 10月20日 - やったるJ（テレビ朝日）
- 10月22日 - ターニングポイント（ABC）

### 期間限定番組
- 1月4日 - 3月8日、究極!!にっぽんの職人（テレビ東京）

## 音楽番組

### 終了番組
- 9月14日 - 快進撃TVうたえモン（フジテレビ）
- 9月30日 - 日刊!ひっと（日本テレビ）
- 10月1日 - NO.（テレビ朝日）

### 開始番組
- 1月12日 - 快進撃TVうたえモン（フジテレビ）
- 4月2日 - ガレージ（テレビ東京）
- 10月1日 - m.m.m!（日本テレビ）
- 10月4日 - M's（テレビ朝日）
- 10月7日
  - 爆音!てっぺんリーグ（日本テレビ）
  - freebeat!（関西テレビ）
- 10月15日 - ソングライトSHOW!!（テレビ東京）

## テレビドラマ

### NHK
朝の連続テレビ小説
- すずらん (出演：柊瑠美、遠野凪子、倍賞千恵子ほか)
- あすか (出演：竹内結子、佐藤仁美、藤木直人ほか)

土曜ドラマ
大河ドラマ
- 元禄繚乱 (出演：中村勘九郎、大竹しのぶ、石坂浩二ほか)

### 日本テレビ
読売テレビ制作・月曜10時
- ボーダー 犯罪心理捜査ファイル (出演：中森明菜、筒井道隆、根津甚八ほか)
- ロマンス (出演：宮沢りえ、池内博之、吉田智則、雛形あきこ、加藤晴彦ほか)
- 女医 NOTHING LASTS FOREVER (出演：中谷美紀、りょう、大路恵美ほか)
- ピーチな関係 (出演：いしだ壱成、京野ことみ、櫻井淳子、山田花子、渡辺満里奈、松下由樹ほか)

水曜ドラマ
- 夜逃げ屋本舗 (出演：中村雅俊、篠原ともえ、国分太一、東幹久、立河宜子、千堂あきほほか)
- ラビリンス (出演：渡部篤郎、桜井幸子、高橋由美子、保坂尚輝、斉藤陽子、初音映莉子、森口瑤子、内藤剛志ほか)
- 甘い生活。 (出演：明石家さんま、内田有紀、千秋、恵俊彰、北村総一朗、生瀬勝久、高島礼子ほか)
- 隣人は秘かに笑う (出演：本木雅弘、水野真紀、大塚寧々、石橋凌ほか)

土曜ドラマ
- 君といた未来のために 〜I'll be back〜 (出演：堂本剛、遠藤久美子、内藤剛志ほか)
- 蘇える金狼 (出演：香取慎吾、石橋凌、上原多香子ほか
- 新・俺たちの旅 Ver.1999 (出演：森田剛、三宅健、岡田准一ほか)
- サイコメトラーEIJI2 (出演：松岡昌宏、井ノ原快彦、工藤静香ほか)

### TBS系
パナソニック ドラマシアター
- 大岡越前 第15部 (出演：加藤剛、竹脇無我、山口崇ほか)
- 水戸黄門 第27部 (出演：佐野浅夫、あおい輝彦、伊吹吾郎ほか)
- 南町奉行事件帖 怒れ!求馬II (出演：原田龍二、田中健、野川由美子ほか)

木曜9時
- 渡る世間は鬼ばかり 第4シリーズ (出演：泉ピン子、藤岡琢也ほか)

3年B組金八先生 第5シリーズ (出演：武田鉄矢、星野真里、佐野泰臣、鈴木正幸ほか)
木曜10時
- ママチャリ刑事 (出演：浅野ゆう子、田中美佐子ほか)
- 魔女の条件 (出演：松嶋菜々子、滝沢秀明、黒木瞳ほか)
- P.S. 元気です、俊平 (出演：堂本光一、瀬戸朝香ほか)

金曜9時
- 天国に一番近い男 MONOカンパニー編 (出演：松岡昌宏、陣内孝則、奥菜恵ほか)
- L×I×V×E (出演：今井絵理子（SPEED）、新垣仁絵（SPEED）、藤原竜也、内山理名、木内晶子、星野真里)
- to Heart 〜恋して死にたい〜 (出演：堂本剛、深田恭子、赤井英和ほか)
- チープ・ラブ (出演：反町隆史、鶴田真由)

金曜ドラマ
- ケイゾク (出演：中谷美紀、渡部篤郎ほか)
- 週末婚 (出演：永作博美、松下由樹、阿部寛、沢村一樹、仲村トオルほか)
- 独身生活 (出演：江角マキコ、佐藤浩市ほか)
- 美しい人 (出演：田村正和、常盤貴子、大沢たかおほか)

日曜劇場
- サラリーマン金太郎 (出演：高橋克典、羽田美智子、保坂尚輝、野際陽子、津川雅彦ほか)
- グッドニュース (出演：中居正広、鶴田真由、佐野史郎ほか)
- ザ・ドクター (出演：堤真一、長嶋一茂、葉月里緒菜、高岡早紀ほか)
- ヤマダ一家の辛抱 (出演：竹中直人、室井滋、ともさかりえ、雛形あきこ、川原亜矢子、利重剛ほか)

愛の劇場
- ひなたぼっこ　制作：ケイファクトリー (出演：七瀬なつみ、竜雷太ほか)
- 家族になろうよ! (出演：早見優ほか)
- 天までとどけ8 (出演：岡江久美子、綿引勝彦、若林志穂、河相我聞ほか)
- はれ時々くもり (出演：美保純ほか)
- 空への手紙 (出演：有森也実ほか)
- 大好き!五つ子 (出演：森尾由美、新井康弘、茅島成実ほか)
- 温泉へ行こう (出演：加藤貴子、田中実、藤村志保ほか)
- 新・天までとどけ (出演：松田美由紀、宮川大助ほか)

ドラマ30
- 命賭けて〜あなたは我が子を守れるか!?〜 (出演：篠田三郎、根岸季衣、楊原京子、塩沢ときほか)
- しおり伝説〜スター誕生〜 (出演：相本久美子、前田亜季、川崎麻世ほか)
- 直子センセの診察日記 (出演：大寶智子、西川忠志、高林由紀子、つぐみ、三輪明日美、水木薫、織本順吉、大森暁美、勝野洋ほか)
- ああ嫁姑
- キッズ・ウォー 〜ざけんなよ〜 (出演：生稲晃子、川野太郎、井上真央、島かおりほか)
- いのちの現場から6 (出演：中村玉緒ほか)
- アゲイン〜ラヴ・ソングをもう一度〜 (出演：川上麻衣子、青田典子、松原智恵子ほか)

スペシャルドラマ
- 24時間だけの嘘 (出演：西村雅彦、酒井美紀、山本耕史、戸田菜穂ほか)
- 天国に一番近い男 炎の命がけスペシャル (出演：松岡昌宏、陣内孝則、奥菜恵、深田恭子ほか)

### フジテレビ系
月曜9時
- Over Time-オーバー・タイム (出演：反町隆史、江角マキコ、木村佳乃ほか)
- リップスティック (出演：三上博史、広末涼子、池脇千鶴ほか)
- パーフェクトラブ! (出演：福山雅治、木村佳乃、ユースケ・サンタマリアほか)
- 氷の世界 (出演：竹野内豊、松嶋菜々子、内田有紀ほか)

木曜劇場
- リング～最終章～ (出演:柳葉敏郎、長瀬智也、黒木瞳ほか)
- アフリカの夜 (出演:鈴木京香、佐藤浩市、松雪泰子ほか)
- らせん (出演:岸谷五朗、田辺誠一、矢田亜希子ほか)
- 危険な関係 (出演:豊川悦司、藤原紀香、稲垣吾郎ほか)

### テレビ朝日系
水曜21時枠刑事ドラマ
- はみだし刑事情熱系 第3シリーズ (出演：柴田恭兵、風間トオル、風吹ジュン、前田愛ほか)
- はぐれ刑事純情派 第12シリーズ (出演：藤田まこと他)
- はみだし刑事情熱系 第4シリーズ (出演：柴田恭兵、風間トオル、風吹ジュン、前田愛ほか)

### テレビ東京系
水曜8時
- 別れたら好きな人 (出演：斉藤由貴、中山秀征、蟹江敬三、山本陽子ほか)
- ハッピー 愛と感動の物語 (出演：高岡早紀、豊原功補、大浦龍宇一、高橋英樹ほか)
- 田舎で暮らそうよ (出演：高嶋政伸、七瀬なつみほか)
- バースデイ〜こちら椿産婦人科〜 (出演：田中美里、伊原剛志ほか)

新春ワイド時代劇
- 赤穂浪士 (出演：松方弘樹、石黒賢、田村高廣ほか)

## テレビアニメ
- モンスターファーム〜円盤石の秘密〜（中部日本放送）

### 開始番組
- 2月7日 - デジモンアドベンチャー（フジテレビ）
- 2月7日 - おジャ魔女どれみ（ABC）
- 4月3日 - ムーぽん!（テレビ朝日）
- 10月3日 - ムーぽん!DX（テレビ朝日）
- 10月19日 - ポケットモンスターアンコール（テレビ東京）
- 10月20日 - ONE PIECE（フジテレビ）

## 特撮番組
- 燃えろ!!ロボコン（テレビ朝日）

出演：未唯、渡辺いっけい、加藤夏希他
- 救急戦隊ゴーゴーファイブ（テレビ朝日、スーパー戦隊シリーズ第23作）

出演：西岡竜一朗、谷口賢志、宮村優子、マイク眞木他

## 特別番組

### 冬
- 1月1日
  - SPORTSぶわぁー古田・丸山・長島三奈ぶわぁーとスパーク爆笑宣言!（テレビ朝日）
  - 新春にっぽんの旅（テレビ東京）
  - うたのポケモンベスト10（テレビ東京）
  - よーしもっと家族対抗・南の島地獄極楽バトル'99（関西テレビ）
- 1月2日
  - 志の輔・昇太の天才落語二人会（日本テレビ）
  - 素顔の天皇ご一家（テレビ東京）
  - 前略 今年は帰れません 〜ふるさと宅配大作戦（TBS）
  - お正月!風まかせ一家の温泉へ行きたいなスペシャル（フジテレビ）
  - 大不況をぶっとばせ!百円ショップ21歳店長の奮闘（テレビ東京）
  - モネ!世界一好きな絵"睡蓮"の美と愛の旅（TBS）
  - 大相撲vsプロレススペシャルパワー五番勝負 in ハワイ（テレビ朝日）
  - 極楽・ロンブー・ココリコの僕は人ですSP（テレビ朝日）
  - はぐれ刑事オーストラリア人情ふれあい旅（テレビ朝日）
  - お正月だヨ開運ですよ!みのもんたの占い列島1999（TBS）
  - 明石家さんまの感動!喰うか笑うか食べ物語（日本テレビ）
  - 強羅旅館（フジテレビ）
  - もうアカンッ!他人の趣味につるべが挑む!史上最悪の休日（関西テレビ）
- 1月3日
  - 朝比奈隆・不滅の音楽の為に!（ABC）
  - 向井千秋さんお帰りなさいスペシャル!1999（フジテレビ）
  - 巨大イベントの舞台裏カメラ100台が捉えた TOKIO・KinKi・V6・Jr.超密着新春スペシャル（フジテレビ）
  - 国際おつかい隊（中部日本放送）
  - アマゾン探検1500km!体長15cm幻の猿を宍戸開が大追跡（テレビ朝日）
  - 鶴瓶・三宅、ふたりはうさぎ年（フジテレビ）
  - ヒロミのアメリカ縦断6000km!!ミシシッピ川激励の川下り15日間!汗と涙（テレビ朝日）
  - おめでとうバラエティ ノアの方舟〜あなたは21世紀に生き残れるか?〜（ABC）
  - "NAKATA"中田セリエA165日（フジテレビ）
  - hideの愛が届け CHILDREN AID LIVE（テレビ朝日）
  - ロクタローの新春SP（フジテレビ）
- 1月4日
  - 文珍・山瀬チャレンジバラエティ〜花の体育会!学生寮は大騒ぎ!?〜（テレビ朝日）
  - ナベ・柴田・由美子の本場焼き肉食べまくり韓国珍道中（中京テレビ）
  - 1999小室哲哉スペシャル（テレビ朝日）
- 1月5日 - 今夜公開!美食の宮殿食を極めた世界の7人（TBS）
- 1月7日 - 青年は荒野をめざす'99（テレビ朝日）
- 1月8日 - 平成独身熟女の本性まる出しスペシャル（TBS）
- 1月15日 - 今世紀最後の発見!封印された謎の黄金・幻の甲州金山（TBS）
- 1月16日 - 完全密着!美人アナの(秘)お仕事&(秘)私生活!!（日本テレビ）
- 1月17日
  - 石田ゆり子の眺めのいい食卓（テレビ朝日）
  - 1億2千万人待望!あの主役たちは今!?（テレビ朝日）
- 1月23日 - ワニを呑む原始超大魚激闘グルメフィッシング（テレビ朝日）
- 1月24日 - 桃井かおり 感動1万キロ1500円大紀行!（関西テレビ）
- 1月30日
  - 大魔神の夢独占!家族そろって in ハワイ（TBS）
  - めざせ!!シドニー五輪世界最強マラソン選手を探せ!!ジャングルでマヤ遺跡で…涙・挫折感動!!寛平密着250日（日本テレビ）
- 1月31日
  - 低額予算!独立宣言（テレビ朝日）
  - 突撃!あなたの知らない世界の(秘)スター（テレビ朝日）
- 2月6日
  - 動き出す!北方領土21世紀（北海道放送）
  - 魅力満載!!冬の北海道・爆笑問題ザ・雪まつり（札幌テレビ）
  - 榎木孝明の薬草マンダラ紀行 〜立山・インド・チベット 健康と癒しの旅〜（富山テレビ）
  - どうしてこんなに!爆笑一生懸命物語（日本テレビ）
- 2月7日
  - ジャイアント馬場よ永遠に!日本のプロレスの偉人（日本テレビ）
  - 松原千明と斉藤由貴の夢のカリフォルニアこんな旅がしたかった!（テレビ朝日）
  - 人類誕生200万年食のビッグバン・大地と海の恵み地球快食!!（日本テレビ）
  - 藤田まことの知って得する受験(秘)情報（テレビ朝日）
  - 激録!長期密着!大阪府警潜入24時（テレビ朝日）
- 2月12日 - 人妻タレント口説かれ日記!!（TBS）
- 2月13日
  - 背番号10の伝説2002年を見つめる木村和司の旅（TBS）
  - 三浦友和・松たか子の大河ロマン紀行〜生きていた百年の夢・流氷の科学者岡崎文吉（日本テレビ）
  - 驚異!!世界の地底探検（テレビ朝日）
  - 美人だらけのボウリングバトルだっちゅ〜の!（関西テレビ）
- 2月14日
  - 美川&うの超過激三昧イタリア突撃欲張り(秘)旅（日本テレビ）
  - がんばれ商店街・地域の元気が、ニッポンの元気（TBS）
  - 熱風アジアを行く!マレー半島女二人旅（テレビ朝日）
  - 世紀末の恐怖・地球異変!人類滅亡の危機 衝撃映像（テレビ朝日）
- 2月20日
  - 安西ひろこのCARTクイーン修業旅 in マイアミ（日本テレビ）
  - 南のモンゴロイド・南海の果て幻の民を追う（フジテレビ）
  - 大捜索指令!カメラに写った(秘)ヒト(秘)モノ(秘)瞬間を探せ!（日本テレビ）
- 2月21日
  - 武田鉄矢のベトナムふれあい旅日記（日本テレビ）
  - 春まで待てない!関ジャニ一生懸命SP 大人への階段（関西テレビ）
  - 志村けんのバリ島珍道中（テレビ朝日）
  - ヒマラヤをゆく〜宮本亜門、少年の源流へ〜（関西テレビ）
  - 力士&家族&関係者 総勢1000人出場の大運動会（テレビ朝日）
- 2月28日
  - 世界を創った鳥 C・W・ニコル ワタリガラス神話を追う（北海道放送）
  - 鼓童〜地球を一本のロープでつなぐものたち〜（新潟テレビ21）
  - 超過激!カップル直撃楽園グアム(秘)ツアー（テレビ朝日）

### 春
- 3月5日 - 新宿消防署24時!完全密着スペシャル（TBS）
- 3月6日 - 芸能人の妻たち（日本テレビ）
- 3月7日 - 世界びっくりTV(秘)ド迫力衝撃映像（テレビ朝日）
- 3月13日
  - 歌の大捜査線・心にしみる唄・決定世代別ベスト1（日本テレビ）
  - 誠&林シェフの天才料理人伝説 in タイ（ABC）
- 3月14日
  - 愛のサバイバル劇場（MBS）
  - 岩城滉一の決死の挑戦サイパン〜グアム200キロを完全制覇（テレビ朝日）
  - 熟女も仰天!これが世界の超珍邸超豪邸だ!!（テレビ朝日）
- 3月18日 - '99SPEED密着夢旅立ち（MBS）
- 3月19日
  - ご成婚40年スペシャル 天皇陛下・皇后美智子さま愛と激動の時を超えて（フジテレビ）
  - 20世紀芸能ニュース総決算スペシャル!!・復活!超スター幻の(秘)映像（テレビ東京）
- 3月22日
  - 立松和平 わたしの唐招提寺（ABC）
  - とことん大阪探検隊 〜誰も知らない!?ナニワ新発見〜（ABC）
- 3月27日 - 歌のコンビニ'99!ノンストップいちおしソング!（フジテレビ）
- 3月28日 - 生解散SP さよならトゥナイト〜爆笑!涙!感動のフィナーレ〜（関西テレビ）
- 3月29日
  - 完全保存版!!ご成婚40周年皇后美智子さま愛と感動の旅路（テレビ朝日）
  - テレビ東京開局35周年記念特別番組 徳光・玉緒の生放送!輝け!ヒット歌謡春の祭典（テレビ東京）
  - 芸能人が営む世話好き宿・春のおもてなしスペシャル（関西テレビ）
- 4月1日
  - 愛はドラマを越えた!!古舘伊知郎の世紀のラブストーリー（日本テレビ）
  - 爆笑問題の第1回平均王決定戦（フジテレビ）
- 4月3日 - ヨーロッパ美食紀行・感動!美女3人酔夢の旅（日本テレビ）
- 4月5日 - ナインティナインの世紀のタイムスリップショー（テレビ朝日）
- 4月7日 - 明石家さんまの9時から11時20分までスペシャル（フジテレビ）
- 4月9日 - 鑑真和上像里帰りから20年（ABC）
- 4月10日
  - 上岡龍太郎のマウイ爆笑夫婦対決（関西テレビ）
  - 玉緒&田代のスター噂の(秘)事件簿（テレビ朝日）
- 4月11日 - 青木功と地井武男の遊びも達人 アラスカ厳冬編（テレビ朝日）
- 4月17日 - 八ヶ岳おろしが吹く頃に〜幻のサッカー日本代表・羽中田昌の挑戦〜（関西テレビ）
- 4月18日 - 飯島直子の快楽主義!魅惑の素肌楽園密着!!（日本テレビ）
- 4月24日 - さようなら枝雀さん〜上方落語・爆笑王のすべて〜（ABC）
- 4月29日 - 石田純一の世紀末ウィーン探訪（テレビ東京）
- 4月30日 - 家族は見た!?芸能人(秘)盗撮スペシャル（TBS）

### 初夏
- 5月2日 - 運がよければ大金持ちアジア縦断花嫁ツアー（日本テレビ）
- 5月5日 - 三宅裕司の大予言!?マヤ文明そりゃないヨ紀行（フジテレビ）
- 5月9日
  - 早見優・安達祐実の「誰も知らない春の小樽」（テレビ朝日）
  - 小柳ルミ子泣いた笑った感動のタスマニア物語（テレビ朝日）
- 5月14日 - 花の芸能界 豪傑列伝!（TBS）
- 5月16日 - 21世紀への伝言〜井上陽水は何を歌ってきたのか〜（テレビ朝日）
- 5月23日
  - 小泉今日子&中山美穂 二人は楽園ハンター!!（日本テレビ）
  - 高倉健密着120日! 鉄道員・極限の男たちの戦い（テレビ朝日）
  - アンダルシア紀行〜そして知られざるスペイン〜（テレビ朝日）
- 5月29日
  - 遥かなるシャングリラ 〜松任谷由実・新たなる物語〜（関西テレビ）
  - 子供たちのジャズ・渡辺貞夫とともに（関西テレビ）
- 5月30日
  - 緊急特報!野村沙知代の私について来なさい!!（日本テレビ）
  - A Way 西へ… 23才・木村佳乃 素顔の旅立ち・エーゲの海に抱かれて（テレビ朝日）
  - そのまんま東・大鶴義丹!感動の2000キロ!聖なる大地オーストラリア（テレビ朝日）
- 6月5日 - エジプト珍道中!!（日本テレビ）
- 6月13日
  - '99爆笑面白列車女二人旅（日本テレビ）
  - めざせ南極!美女2人 最果て2万キロ珍道中（テレビ朝日）
- 6月20日 - 大追跡!!超有名芸能人の(秘)私生活（日本テレビ）
- 6月27日
  - なんでも屋バンコク本店（テレビ朝日）
  - 戦後最大の歌姫伝説!美空ひばり…愛の生涯（日本テレビ）
  - アミーゴ!藤井フミヤの情熱の国 メキシコ探険（テレビ朝日）
  - 決定!!あっぱれ日本一の人情商店街（関西テレビ）

### 夏
- 7月3日
  - 独占生中継スペシャル 石原裕次郎十三回忌特番〜今甦る20世紀のスーパースター裕次郎の全て〜（テレビ朝日）
  - 雷電為右衛門（日本テレビ）
- 7月4日
  - 鶴瓶・内村のお笑い!ビーチボーイズ'99夏（関西テレビ）
  - 紳助クン掛布クンみんなのサイパン楽園ツアー（日本テレビ）
  - KONISIKI・アンナのアロハ旅行団（テレビ朝日）
  - 極上の休日 裸のタヒチ（フジテレビ）
- 7月9日 - 三蔵法師の道（ABC）
- 7月10日 - 千堂・久本・ゴンチチの夏直前!それ行けオーストラリア!!（関西テレビ）
- 7月16日 - みのもんたの大解明!全国3200万の奥さまを幸せにしてみせます!!スペシャル（TBS）
- 7月17日 - カンテーレ夏祭り'99
- 7月20日 - 風の惑星 生命を守る息吹の大循環（日本テレビ）
- 7月24日 - 夏休みリゾート宣言!踊る!お台場ルンバ・潮風に誘われてびじょスペシャル（フジテレビ）
- 7月25日
  - カッ飛びスペイン・マチャミ&マルシアスッピン旅（日本テレビ）
  - 吉田拓郎・中村雅俊のボクの広島三択青春の旅（中国放送）
  - ソウル香港バンコク時間ギリギリ食う買う遊ぶ大作戦（日本テレビ）
  - 松坂大輔スペシャル 激白!18歳の夢と記憶（テレビ朝日）
- 7月30日 - 徳光&爆笑(秘)(秘)(秘)世界の超ビックリ映像ごっそり大発掘スペシャル（TBS）
- 7月31日
  - 藤原紀香の南国パラダイス!魅惑の海バハマ&沖縄感激バースデー（フジテレビ）
  - RUN!中山雅史31歳ゴン・カズ不屈のストライカー（静岡放送）
  - 独占生中継!'99隅田川花火大会（テレビ東京）
- 8月1日
  - ふしぎ科学実験の旅（テレビ朝日）
  - 美川憲一の超穴場知ってんのよ!ロス編（テレビ朝日）
- 8月8日
  - 萬田久子と柴田理恵の爆笑おフランスざんす（日本テレビ）
  - 西村雅彦 ぼくの細道イタリア縦断2000キロ気まぐれ秘湯旅（テレビ朝日）
  - 篠原ともえと夏休み・1999ともえちゃんまつり（フジテレビ）
- 8月14日 - たけしの浅草ブラブラ盆踊り（読売テレビ）
- 8月15日
  - 初上陸!爆笑問題ニューヨークを食いつくせ（日本テレビ）
  - 田原総一朗スペシャル あなたはこの国が好きですか?（テレビ朝日）
  - 美味日曜（日本テレビ）
- 8月20日 - カリスマ美容師ヘアカーニバル（TBS）
- 8月21日 - 新ロシア紀行 大オホーツク・知られざる海の絆（北海道放送）
- 8月22日
  - 桂枝雀追善'99夏（関西テレビ）
  - 幻の鯨イッカク〜北極・人間たちの大地へ〜（関西テレビ）
  - 珍言!禁言!プロ野球（テレビ東京）
- 8月23日 - 栄光の背番号10よ永遠に…ラモス瑠偉引退試合（テレビ朝日）
- 8月25日 - 子供たちの小さな大冒険'99（テレビ東京）
- 8月29日 - いのちの水スペシャル 海の不思議を探る（日本テレビ）

### 秋
- 9月5日
  - 人気シェフが追う!!美味!絶品!幻のウナギ（TBS）
  - 京都二条城と御用絵師たち・金碧障壁画の謎（読売テレビ）
- 9月11日 - アフリカに実れ!サンコンの故郷 感動の家族旅（テレビ西日本）
- 9月12日
  - 超ロンドン通!堺正章（テレビ朝日）
  - 映画監督・周防正行が見た!!踊る!大インド映画紀行（関西テレビ）
- 9月15日 - アジア海道物語・巨鯨伝説と幻の漂海民を追え!（日本テレビ）
- 9月19日 - いかりや長介が行く瀬戸内海の島めぐり!（テレビ朝日）
- 9月21日
  - 大パニック危機一髪!超絶サバイバル大検証（フジテレビ）
  - 所さんの大脱出!!スペシャル（ABC）
- 9月22日 - 列島縦断!郷土の名料理人を探せ!料理の達人が挑む味な旅（TBS）
- 9月25日
  - 全部見せます裏のウラ芸能界(秘)ウワサの真相特ダネ連発スペシャル（テレビ朝日）
  - これぞ最強!お値打ちヒット商品の秘密（テレビ東京）
- 9月26日
  - 渡辺プロ21世紀計画（フジテレビ）
  - 我が家で発見!究極のお宝映像大発掘スペシャル（TBS）
- 9月27日 - 素顔のプリンセス物語（テレビ朝日）
- 9月28日 - 志村けん&今田耕司のアジアを迷走!?最高の美食ツアー（ABC）
- 9月28日、10月5日 - ネプチューンNYをゆくSP（フジテレビ）
- 10月1日 - 秋だ!アジア屋台の味究極の激辛No.1決定戦!!（テレビ東京）
- 10月2日
  - 20世紀最後のスクープ!今よみがえる世界の大戦艦"大和"（テレビ朝日）
  - 史上最強!甘味ベストランキング（テレビ東京）
- 10月3日
  - 女30わがままツアー シンガポール欲張り旅（日本テレビ）
  - コソボの悲劇その後 黒柳徹子リポート（テレビ朝日）
  - デヴィ夫人 素敵無敵貴婦人の素顔（日本テレビ）
- 10月5日 - 合コンNOW!（フジテレビ）
- 10月6日 - 慎吾!玉緒!マチャミのトコトン探しまっせスペシャル!（TBS）
- 10月9日 - 鈴木あみ・ユースケ・サンタマリアのまるごとアミーゴSP!!聖子から宇多田までJ-POP全て見せます!（テレビ朝日）
- 10月11日 - どん底から逆襲 愛と涙のスポーツ壮絶物語SP（テレビ朝日）
- 10月14日 - ナイナイの日本男児コンテストいい男祭りSP（テレビ朝日）
- 10月17日
  - 観月・聖・恵 イタリア ホロ酔い極楽(秘)ツアー（日本テレビ）
  - アンナ&マリアン&東 お騒がせ3人組ハワイで爆弾発言連発旅（日本テレビ）
- 10月24日
  - 現代を駆ける人 坂本龍一のすべてを一挙公開（テレビ朝日）
  - 的場浩司と酒井美紀 インド洋の楽園モーリシャス（テレビ朝日）
- 10月30日
  - 森高千里が語る 阿蘇の花物語・悠久の時を越えて（テレビ朝日）
  - 鶴田真由のショパンへの手紙 〜天才作曲家を愛した女達（フジテレビ）
  - 橋田壽賀子・泉ピン子 渡るイタリア鬼はなし!?地中海・アルプス大感動2000キロ（TBS）
- 10月31日
  - 爆釣王・史上最大の釣りバトル（関西テレビ）
  - 和田アキ子ご一行様!天国か地獄か爆笑タイツアー（日本テレビ）
- 11月3日 - 間寛平芸能生活30周年記念スペシャル ようこそ!寛平のアヘアヘ爆笑王国（ABC）
- 11月5日 - みのもんたの大追跡潜入!超巨大通販帝国の舞台裏（TBS）
- 11月6日 - THE GREATEST LIVE ビッグアーティスト伝説（日本テレビ）
- 11月7日 - 梅宮辰夫一家フィンランドを食べる!!（日本テレビ）
- 11月11日 - 11PM 11回忌法要スペシャル（日本テレビ・読売テレビ）
- 11月13日 - 噂の芸能人夫婦大集合女性誌も知らない夫婦の(秘)事件簿（日本テレビ）
- 11月14日
  - 石田純一&いしだ壱成のわけありアメリカ親子旅（日本テレビ）
  - 赤井・羽賀・まりやのアメリカ横断!!一獲千金大冒険（日本テレビ）
- 11月21日
  - 藤村・松原・一路のロンドン珍道中（日本テレビ）
  - 風間トオル感動!!ボルネオ大探検（テレビ朝日）
- 11月27日 - さんまのお宝スポーツパブ（日本テレビ）
- 11月28日
  - 郁恵・伊代・志穂の絶叫!鉄道の旅・オーストラリア（日本テレビ）
  - 勢揃い!高島忠夫一家フロリダ縦断珍道中（テレビ朝日）
- 11月29日 - 夫が知らナイ危ナイ主婦たち転落（テレビ東京）

### 年末
- 12月5日
  - 時任三郎中国火車之旅山岳鉄道初取材!1100キロ（テレビ朝日）
  - 爆笑珍道中!激辛激安美女3人シンガポール（テレビ朝日）
- 12月7日 - 爆笑伝説!志村けんの変なおじさんVSネプチューン大決戦!!（フジテレビ）
- 12月18日 - 最強スーパーカラオケBEST100 完璧に歌い切れたら1000万円（テレビ朝日）
- 12月19日
  - 激突!ネプチューンのカリスマシルバー列伝（広島テレビ）
  - いかりや長介&藤竜也驚きキューバ旅（テレビ朝日）
  - 人生最大の告白SHOW〜苦しい時こそ笑っとこ〜（関西テレビ）
- 12月21日 - 決定版!20世紀の名曲・オールスター民放紅白歌合戦（フジテレビ）
- 12月22日 - 今田耕司の夜回り秦行1999・冬（テレビ東京）
- 12月24日 - 世紀末衝撃スペシャル・今夜ベールがはがされる!謎の事件・事故を大追跡（フジテレビ）
- 12月25日
  - '99爆笑マスターズ（関西テレビ）
  - 報道カメラが撮った!とびっきりスクープ'99（日本テレビ）
- 12月26日
  - 志村けんの絶対これがウマイ!海と山の幸と東北湯けむり旅（テレビ朝日）
  - 超豪華人気番組大集合!! ZZZまつり（日本テレビ）
  - 今夜は超豪華保存版!20世紀最大の歌姫伝説 美空ひばり究極の秘蔵名曲スペシャル（TBS）
- 12月27日 - 美川憲一のだれがオバサンなのヨ!（フジテレビ）
- 12月28日
  - ナイナイのウルトラご長寿（TBS）
  - '99ワイドショー決定版最終激白!芸能バトルのカリスマ（テレビ朝日）
  - 年末ジャンボ生特番!憲武・ヒロミとゆかいな仲間がテレビでやりたかったこと50!（ABC）
  - スポーツ新世紀への扉（日本テレビ）
- 12月29日
  - 来年こそはキレイになってやるぞSP1999（関西テレビ）
  - ココリコの投稿番長（フジテレビ）
  - イチロー25歳〜メジャーリーグ断念の理由〜（関西テレビ）
  - 関根・キャイ〜ンの!温泉だよ!大乱れSP（TBS）
  - 音楽神話1999（日本テレビ）
- 12月30日
  - 紳助の2000年に喝っ!スペシャルだ!!最後のサムライ河井継之助（テレビ朝日）
  - 年忘れ大ウソ100連発（フジテレビ）
  - ミレニアム感動スペシャル 20世紀の青春 今夜、蘇る! カリスマ尾崎豊の光と陰（テレビ朝日）
  - 世紀末直前ニッポンの愚痴（フジテレビ）
- 12月30日、12月31日、2000年1月1日 - 超える!テレビ（TBS）
- 12月31日
  - 篠原・千秋の私が愛でできること（フジテレビ）
  - さよなら'99特別企画20世紀テレビお宝CM(秘)映像大捜索スペシャル（フジテレビ）
  - 鶴瓶と爆笑問題の人は見かけによらぬもの（テレビ朝日）
- 12月31日、2000年1月1日 
  - ワールドカウントダウンスーパースペシャル24時間まるごとライブLOVE LOVE2000〜世界中の子供たちに僕らが愛でできること（フジテレビ）
  - 24時間地球大騒ぎ!!カウントダウン2000（テレビ朝日）
  - 雷電スペシャル

いけ年こい年1999〜2000（日本テレビ）
- 第50回NHK紅白歌合戦（NHK総合、BS1）

### 2回以上放送のシリーズ特番
※レギュラー化前の特番、打ち切り後の復活特番も扱っています。
- 1月1日、7月18日 - 嶋田忠の野生の瞬間スペシャル（テレビ朝日）
- 1月1日
  - みのもんたの見て幸せ縁起がいいご利益TV 列島開運スペシャル!!（テレビ朝日）
  - 初詣!爆笑ヒットパレード（フジテレビ）
  - 平成あっぱれテレビ（日本テレビ）
  - 篠原ともえと盆暮れ正月 ともだち100人大集合（フジテレビ）
  - 志村&所の戦うお正月（テレビ朝日、ABC）
  - お正月だよ!ドレミファドン'99（フジテレビ）
  - すし・丼・ラーメン!日本全国三大美味 徹底探究スペシャル（TBS）
  - タモリ・たけし・さんまBIG3 世紀のゴルフマッチ'99（フジテレビ）
  - 第36回新春かくし芸大会1999（フジテレビ）
  - 新春!スターのわがままかなえますスペシャル（ABC）
  - 巨人グアム珍プレー旅（日本テレビ）
- 1月1日、4月2日 - THEわれめDEポン（フジテレビ）
- 1月1日、3月24日、7月24日、9月29日 - ものまねバトル（日本テレビ）
- 1月1日、3月25日 - その恋買います!（テレビ朝日）
- 1月1日、12月30日 - 熱闘!麻雀スタジアム（テレビ朝日）
- 最強の男は誰だ!壮絶筋肉バトル!!スポーツマンNo.1決定戦（TBS）
  - 1月1日 - 最強の男は誰だ!壮絶筋肉バトル!!スポーツマンNo.1決定戦XIII
  - 3月26日 - 最強の男は誰だ!壮絶筋肉バトル!!スポーツマンNo.1決定戦XIV
- 21世紀プロジェクト（TBS）
  - 1月1日、11月27日 - 生命38億年スペシャル 〜人間とは何だ!?〜
  - 5月5日 - 筑紫哲也・立花隆 ヒトの旅、ヒトへの旅 〜人類最先端スペシャル〜
- ものまね王座決定戦（フジテレビ）
  - 1月2日 - オールスター爆笑ものまね紅白歌合戦!!
  - 4月8日 - 第24回爆笑!スターものまね王座決定戦スペシャル
  - 10月5日 - 第32回オールスターものまね王座決定戦スペシャル
- 1月2日
  - '99新春ビッグ放談（ABC）
  - 初笑い!新春東西寄席（テレビ東京）
  - 晴れ着で生ドンチャカ（フジテレビ）
  - 名球会vsビートたけし&ドリームチーム（テレビ朝日）
  - 新春幸福スペシャル スポーツ108ツ伝説IV（日本テレビ）
  - 世界の仰天ビックリ超人大追跡（テレビ朝日）
  - 志村&鶴瓶のアブない交遊録2（テレビ朝日）
  - 初笑い浪花の陣（ABC）
    - 初笑い浪花の陣〜吉本新春バラエティ〜
    - '99新春爆笑寄席
- カウントダウンオールヒット（TBS）
  - 1月3日 - カウントダウンオールヒット 1998年シングルセールスTOP200
  - 4月2日 - カウントダウンオールヒット 90年代アーティストセールスTOP100
  - 8月7日 - カウントダウンオールヒット '99真夏のスペシャルライブ 超生放送
  - 10月6日 - カウントダウンオールヒット 歴代アルバムセールスTOP100
- 1月3日
  - '99新春クラシックスペシャル（ABC）
  - 新春ハワイ直撃!芸能ワイド撮って出し!（テレビ朝日）
  - スポーツ選手対抗新春ボウリング大会（テレビ東京）
  - プロ野球オールスタークイズ日本一!!（テレビ東京）
  - 草なぎ・キャイ〜ン・ココリコの'99美人女子アナ大宴会（フジテレビ）
  - 新春に豪打!プロゴルフ六人衆パート10（テレビ朝日）
  - さんま・玉緒のお年玉あんたの夢をかなえたろかスペシャル（TBS）
  - 新春初春歌ごよみ（テレビ東京）
  - 初夢紀行（テレビ朝日）
  - 噂のCMガール'99（TBS）
- 欽ちゃんの仮装大賞（日本テレビ）
  - 1月3日 - 欽ちゃんの第56回全日本仮装大賞
  - 6月5日 - 欽ちゃんの第57回全日本仮装大賞
  - 10月10日 - 欽ちゃんの第58回全日本仮装大賞
- 1月4日
  - '99新春とっておき米朝一座（関西テレビ）
  - 間寛平の新春ギャグパラダイス（ABC）
  - プロ野球12球団対抗新春ランニング王座決定戦（東海テレビ）
  - 武田鉄矢の新春まいど!×まいど!（関西テレビ）
- 1月4日 - 有名人の妻大集合 こんなお見合いあり!?新春スペシャル（フジテレビ）
  - 9月30日 - 独身有名人大集合!こんなお見合いあり!?スペシャル
- 1月4日、 - はじめてのおつかい
- 1月5日、10月26日 - 大家族スペシャル・貧乏なんかに負けないぞッ!!
- 志村けんのバカ殿様（フジテレビ）
  - 1月6日 - 志村けんのバカ殿様 '99だっちゅーの!!
  - 4月7日 - 志村けんのバカ殿様 傑作選
  - 10月6日 - 志村けんのバカ殿様
- 1月7日 - 激録!交通警察24時（テレビ朝日）
- 1月9日
  - プロ野球オールスタースポーツフェスティバル（読売テレビ）
  - 速報!年末年始ザ・視聴率低ベスト30（日本テレビ）
- 1月10日 - ボク達同級生!プロ野球昭和40年会'99（関西テレビ）
- 1月15日 - 第20回ABCお笑い新人グランプリ（ABC）
- 1月22日、9月3日 - 全国行方不明者大捜索スペシャル（TBS）
- 1月23日、12月19日 - マチャミ・愛・ビビアン&ナベの温泉は楽し!!（日本テレビ）
- 1月23日、8月14日 - さんま・所のオシャベリの殿堂（日本テレビ）
- 1月29日 - 感動放出スペシャル レスキュー隊は見た!生死を分けた奇跡の時3（TBS）
- 2月5日、10月7日 - 天国から地獄へ転落人生劇場（TBS）
- 2月5日、3月18日、10月8日 - 人に言えない裏人生（フジテレビ）
- 2月6日 - 釣れて満腹日本列島3（日本テレビ）
- 2月11日 - 感動エクスプレス 間寛平のカメルーン 〜芸人魂アヘアヘ紀行（関西テレビ）
- 2月13日、10月30日 - 世界の決定的瞬間 奇跡と感動の大放出（日本テレビ）
- 2月26日、7月9日 - 決死の大告白!許してください…私の罪!!（TBS）
- 2月28日 - 日本一心に残るイイ話思わず涙しちゃいましたスペシャル2（テレビ朝日）
- 3月6日 - 寛平・靖の何して遊ぼ?第2弾!爆笑の沖縄編（ABC）
- 3月7日
  - 第36回輝け!ゴールデン・アロー賞発表グランプリ（テレビ朝日）
  - 世界のびっくりTV(秘)ド迫力衝撃映像（テレビ朝日）
- 3月7日、10月3日、12月20日 - 衝撃!カメラは見た壮絶夫婦ゲンカ!ダメ夫に妻ブチギレ実況中継スペシャル（テレビ朝日）
- 3月12日
  - 年の差を超えた愛の奇跡・超姉さん女房大集合2（TBS）
  - 第22回日本アカデミー賞授賞式（日本テレビ）
- 3月12日、6月19日 - 列島縦断小さな名店を探せ!夫婦でもてなす味な店・枠な宿（テレビ東京）
- 3月14日 - ゴルフ東西対抗（テレビ朝日）
- 勇者のスタジアム・プロ野球好珍プレー（日本テレビ）
  - 3月14日 - プロ野球好珍プレー・日本シリーズ編
  - 8月28日 - '99プロ野球好珍プレー・夏の陣
  - 11月27日 - '99プロ野球好珍プレー・ベスト101
  - 12月28日 - プロ野球20世紀最後の好珍プレー
- スーパークイズスペシャル（日本テレビ）
  - 3月18日 - 春は超人気番組大集合!!電波ウリナリまる見えぐるナイDASH御殿伊東家バラ珍マジカルGyu!メレンゲ大辞10特命笑って龍ヒッパレ
  - 9月15日 - 秋は超人気番組大集合おもいッきりまる見え伊東家コラえて大辞10バラ珍マジでぐるナイ電波ピカイチDASHヒッパレ200X!!
- 3月19日、10月8日 - カメラは撮った!不満爆裂!夫婦ゲンカ!（TBS）
- 3月20日
  - '99美人キャスター対決!輝け!!全日本ニュース大賞（日本テレビ）
  - '99春の人気番組大集合 お宝争奪!!(秘)緊急指令激突バトル!十番勝負（テレビ朝日）
- 3月21日
  - 玉緒一家と小堺一機の台湾ハチャメチャ珍道中（TBS）
  - スターが激突!ものまね歌合戦（テレビ朝日）
- 3月22日、10月4日 - 世界ぜ〜んぶ!本物ド迫力!!紳助の特ダネ(秘)映像スクープ（テレビ朝日）
- 3月22日 - 春の祭典オールスター家族そろって歌合戦!!（テレビ東京）
- 3月23日、9月27日、12月30日 - 全国警察犯罪捜査網（日本テレビ）
- 劇的瞬間スペシャル!（フジテレビ）
  - 3月24日 - 劇的瞬間スペシャル!衝撃映像未体験ゾーン
  - 10月1日 - 劇的瞬間スペシャル!撮ったぞ!生きてた!奇跡の映像・運命の涙
- 3月25日、 - 激録!列島縦断警察24時（テレビ朝日）
  - 12月30日 - 大都会列島警察24時
- 衝撃の映像クラッシュ（TBS）
  - 3月26日 - 衝撃の映像クラッシュ'99超過激濃縮特大号
  - 9月23日、12月24日 - 映像クラッシュAAA
- オールスター感謝祭'99（TBS）
  - 3月27日（16） - オールスター感謝祭'99 超豪華!クイズ決定版 この春お待たせ特大号
  - 10月2日（17） - オールスター感謝祭'99 超豪華!クイズ決定版 この秋お待たせ特大号
- 信ジラレナイ99連発（日本テレビ）
  - 3月27日 - 驚天(秘)動地(秘)衝撃映像信ジラレナイ99連発
  - 4月11日 - 信ジラレナイ衝撃映像今世紀最後ベスト99過去20回秘蔵(秘)名場面(秘)未公開(秘)新作99連発
  - 10月2日 - 99(秘)世紀末(秘)衝撃映像+33(秘)増量(秘)徳用版
- 3月27日、12月27日 - 南原清隆&長島三奈のプロ野球ってナンだ!?（テレビ朝日）
- 3月28日、5月5日、9月26日 - ムツゴロウとゆかいな仲間たち（フジテレビ）
- 3月28日 - 世紀のスクープ!!世界の仰天三面記事V（テレビ朝日）
- 島田紳助がオールスターの皆様に芸能界の厳しさ教えますスペシャル!（読売テレビ）
  - 3月29日 - 春のオールスター超ド忘れイライラクイズ豪華版!!
  - 9月23日 - スーパーバラエティー・1999秋のオールスター・芸能界の厳しさ教えまスペシャル!
- 3月30日 - FNS春の祭典 ようこそ中居旅館へ! 話題のドラマ&新番組大宴会（フジテレビ）
  - 9月29日 - FNS30周年'99秋の祭典
- 3月30日、9月30日 - スター(秘)お宝映像大発掘&大放出スペシャル（日本テレビ）
- 3月30日 - 欽ちゃんの超スポーツマン大騒ぎスペシャル〜どこまで見せるの!?〜（TBS）
  - 10月15日 - 1900年代最後だよー!!欽ちゃんのプロ野球好珍プレー全部見せます
- 3月30日、10月17日 - ドキュメント大救出!!奇跡の生還者たち（テレビ朝日）
- 3月30日 - 爆笑と感動の超決定版 ニッポンのお母ちゃん 愛(秘)実録スペシャル（日本テレビ）
- 激撮!警察24時（TBS）
  - 3月30日 - 大捜査!全国警察24時
  - 9月28日 - 凶悪犯罪(秘)ファイル!全国警察24時'99
- 3月31日、10月7日 - 徳光&所のスポーツえらい人グランプリ（日本テレビ）
- 4月1日、9月24日 - 犯罪パニック24時!逮捕の瞬間100連発!（フジテレビ）
  - 12月28日 - 激撮生放送 今夜何かが起こるか誰もわからないSP・スクープ映像100連発vs逮捕の瞬間100連発
- 4月1日、9月23日 - 事件の最前線 直撃24時（テレビ朝日）
- 4月2日 - ドリフ大爆笑'99春爛漫爆笑満開スペシャル（フジテレビ）
- 4月3日、10月1日 - オールスター赤面申告!ハプニング大賞（TBS）
- 4月3日、10月10日、12月26日 - FNS番組対抗NG名珍場面大賞（フジテレビ）
- 4月4日
  - 激闘子育てスペシャル 東京下町五つ子ちゃん成長記7（TBS）
  - 明石家さんまの世にも不思議な名前物語6（日本テレビ）
- 4月5日、10月6日 - 奇跡の生還! 九死に一生スペシャル（日本テレビ）
- 4月6日
  - 探偵は見た!人生修羅場スペシャル（TBS）
  - たけしのポリスアカデミー3（ABC）
- 4月7日 - 壮絶バトル!花の芸能界 男と女!!愛憎の伏魔殿（日本テレビ）
  - 10月5日 - 壮絶バトル!花の芸能界 男と女!!魑魅魍魎の館
- 4月7日、11月19日 - 沼島の春よ再び!新お見合い大作戦（TBS）
- 4月7日 - 愛のワンニャン大行進 全国縦断動物ニュース（テレビ東京）
- 4月7日、10月7日、12月29日 - あの人は今!?（日本テレビ）
- 4月7日、9月22日 - 中居正広の家族会議を開こう!スペシャル（TBS）
- 4月8日
  - たけし・玉緒の超豪快スター伝説（読売テレビ）
  - たけし・さんまの有名人の集まる店6（フジテレビ）
- 4月8日、12月29日 - テレビ公開大捜査SP あの未解決事件を追え!!（TBS）
- 4月8日、9月20日 - 行ってビックリ!来て仰天!秘境とニッポン交換生活（テレビ朝日）
- 4月8日、10月3日 - 超アンビリーバブル!!世界仰天ニュース大賞（日本テレビ）
- 4月8日 - たけし・さんまの有名人の集まる店（フジテレビ）
- 4月9日、10月17日、11月12日 - 実録!日本の仰天三面記事（TBS）
- 4月10日 - 世界危険映像まる見え恐怖の怪奇事件大捜査スペシャル（日本テレビ）
- 4月16日、8月27日 - 動物救急病院密着24時（TBS）
- 4月23日、10月22日 - 決定版!史上最強の占いスペシャル・今夜あなたの運命が変わる!?（TBS）
- 4月25日
  - 第34回上方漫才大賞（関西テレビ）
  - 松方弘樹 世界を釣る!!（中京テレビ）
- 4月29日 - 灼熱! タイ王国で本日開店!! 梅辰どんぶり亭（中京テレビ）
- 大食い王座決定戦（TBS）
  - 5月7日 - 史上最強の激食'99春大食い王座決定戦
  - 9月24日 - 秋の食いだおれスペシャル 大食い王座決定戦!!超爆食パニックだ!
- 5月28日、12月17日 - 超のぞき見!究極のワケあり家計簿スペシャル（TBS）
- 6月27日 - 超アジア通（日本テレビ）
- ネイチァリングスペシャル（テレビ朝日）
  - 7月5日 - チョモランマの渚〜世界初!地球最高峰に幻の海を見た〜
  - 12月28日 - 遥かなる奥アマゾン〜森と水の迷宮3000キロを行く〜
- にっぽんの歌（テレビ東京）
  - 7月9日 - 第30回夏祭りにっぽんの歌
  - 12月31日 - 年忘れにっぽんの歌
- 7月16日 - さんま・玉緒・美代子のいきあたりばったり珍道中 in N.Y.（フジテレビ）
- 7月17日、7月18日 - '99FNS1億2700万人の27時間テレビ夢列島 てれずに楽しく、てれずに愛して（フジテレビ）
- 7月18日 - じゃがいもの会チャリティーショー（テレビ朝日）
- 7月19日 - 激ウマ!超こだわり!史上最強ラーメンランキング（テレビ東京）
- 感動エクスプレス（フジテレビ）
  - 7月20日 - 宮本亜門沖縄ヘロヘロ漂流記
- 7月20日 - 第32回発表!日本ものまね大賞（フジテレビ）
- 7月23日、10月5日 - 超魔術スペシャル!!Mr.マリックの大逆襲!（TBS）
- プロ野球珍プレー・好プレー（フジテレビ）
  - 7月28日 - プロ野球珍プレー・好プレー'99真夏の超完全版
- 8月1日 - 徳光&紗理奈の地元であそぼう!（日本テレビ）
- 8月8日 - 高田・久本・ビビアンの最強の料理人を探せIII（中京テレビ）
- 8月21日 - 五嶋龍のオデッセイ（フジテレビ）
- 8月21日、8月22日 - 24時間テレビ 愛は地球を救う22（日本テレビ）
- 8月23日 - 昭和歌謡大全集（テレビ東京）
- 8月28日 - 第23回鳥人間コンテスト選手権大会（読売テレビ）
- 9月4日 - 芸能人ザンゲまつり（日本テレビ）
- 9月10日 - 超最新犯罪ファイル!事件はあなたのそばで起きている（TBS）
- 9月17日
  - 1億2千万人のラブコール!あの人に逢いたい 今だから全部話しますスペシャル（TBS）
  - 頑張れ!チビ玉三兄弟!!最終回スペシャル（フジテレビ）
- 9月27日、12月27日 - 衝撃犯罪と殺人捜査の謎とミステリー（日本テレビ）
- 9月28日
  - 所さんの大脱出!!スペシャル（ABC）
  - ナイナイ&キャイ〜ン初めてトーク番組やることになりましたスペシャル!!（日本テレビ）
- 9月30日 - スター(秘)お宝映像大発掘&大放出スペシャル（日本テレビ）
- 10月4日 - 江川VS徳光 激論バトル・'99ジャイアンツ総決算爆笑!珍プレー大放出スペシャル（日本テレビ）
- 10月9日 - 衝撃リポート!!世界の怪奇現象・大追跡スペシャル（日本テレビ）
- 10月15日、12月12日 - SUPER DREAM LIVE（テレビ東京）
- 10月16日、12月25日 - 芸能界激突デスマッチ ワイドショーの主役（テレビ朝日）
- 10月31日 - 浅野ゆう子のエジプト仰天グルメ旅（テレビ朝日）
- 11月20日
  - 上方漫才王国秋のSP（関西テレビ）
  - ざこば・鶴瓶らくごのごスペシャル（ABC）
  - 第32回全日本有線放送大賞（読売テレビ）
- 11月23日 - ABC漫才パレード（ABC）
- 11月26日 - 超激震!尾行スペシャル!カメラは撮った激怒爆裂家族の秘密（TBS）
- 11月28日
  - 久米宏のがん戦争PART16（テレビ朝日）
  - 第32回日本作詩大賞（テレビ東京）
- 12月3日 - 第32回日本有線大賞（TBS）
- 12月9日 - '99FNS歌謡祭
- 12月17日 - 衝撃スクープ!!カメラが見た決定的瞬間（テレビ朝日）
- 12月19日
  - 輝け!にっぽんの童謡全国歌唱コンクール（テレビ朝日）
  - 小学生クラス対抗30人31脚（テレビ朝日）
- 12月22日 - 報道スクープ決定版'99（TBS）
- 12月24日 - 明石家サンタの史上最大のクリスマスプレゼントショー'99（フジテレビ）
- 12月25日 - さんま&SMAP!美女と野獣のクリスマススペシャル'99（日本テレビ）
- 12月26日 - キャスター総出演'99スクープ&ハプニングあの真相全部話します（フジテレビ）
- 12月28日 - さんま・清の夢競馬'99（関西テレビ）
- 12月29日
  - 有名人宅を急襲!!世紀末大そうじ隊が行く!!（テレビ朝日）
  - 八方・なるみの演芸もん!スペシャル（ABC）
  - オールザッツ漫才（MBS）
- 12月30日 - '99全国おもしろニュースグランプリ（テレビ朝日）
- 12月31日 
  - ナイナイのどっちが勝つか!?NGハプニング合戦生放送（日本テレビ）

```
**
第41回
輝く!日本レコード大賞
（TBS）
```

### レギュラー番組の拡大版スペシャル
各テレビ番組の項目に拡大版の記述があるものを除く。拡大版の記述がある番組は、各番組の項目も参照。
- 1月1日
  - 新春ジパングあさ新年会（日本テレビ）
  - お天気クジラ元旦版（TBS）
  - おはようクジラ新春スペシャル（TBS）
  - 超おはスタ（テレビ東京）
  - 笑点初春大入り興行（日本テレビ）
- 1月2日
  - おめでとういい朝8時初夢お宝スペシャル（MBS）
  - 朝だ!生です旅サラダ新春スペシャル（ABC）
  - コレって変ですか〜!?聞いてビックリ見てお得新春福袋スペシャル!!（フジテレビ）
  - 紳助の爆笑ラブラブ大全集!キスイヤ新春スペシャル（読売テレビ）
  - チューボーですよ!激辛スペシャル（TBS）
  - 新春HAMASHO祭（読売テレビ）
  - 祝!続ボキャブラ天国新春失笑スペシャル（フジテレビ）
  - リングの魂スペシャル（テレビ朝日）
  - ランク王国おせち満腹スペシャル（TBS）
- 1月3日
  - サンデーモーニング新春スペシャル'99（TBS）
  - おそく起きた朝は…新春!不平不評まつり（フジテレビ）
  - 新婚さんいらっしゃい!新春スペシャル（ABC）
  - ゲーム王国99年新春スペシャル（テレビ東京）
  - '99探偵!ナイトスクープアカデミー大賞（ABC）
  - 知ってるつもり?!スペシャル（日本テレビ）
- 1月5日、4月6日、9月28日 - 踊る踊る踊る!さんま御殿!!スペシャル（日本テレビ）
  - 11月16日 - 踊る踊る!さんま御殿!!90分スペシャル
- 1月6日、4月14日 - KinKi&飯島の恋愛王夜もGyuとカップル（日本テレビ）
- 1月7日 - 大マジカル頭脳パワー!!あなたは超クイズに3回ひっかかるぞスペシャル!!（日本テレビ）
- 1月9日、4月10日、10月2日 - 雷波少年スペシャル（日本テレビ）
- 1月12日、3月23日、9月30日、12月30日 - とくばん（TBS）
- 1月31日、10月10日 - ぶらり途中下車の旅特別版（日本テレビ）
- 2月26日、3月26日、9月24日、12月24日 - クイズところ変れば!?2時間スペシャル（テレビ東京）
- 3月5日 - テレビ寺子屋科学スペシャル（テレビ静岡）
- 3月14日 - 紳助の人間マンダラスペシャル（関西テレビ）
- 3月19日、4月9日、9月24日、10月1日 - 驚きももの木20世紀スペシャル（ABC）
- 3月23日、10月12日、12月21日 - たけしの万物創世記スペシャル（ABC）
- 3月24日、7月7日、10月6日、12月22日 - いい旅・夢気分スペシャル（テレビ東京）
- 3月24日、9月29日 - とんねるずの生でダラダラいかせて!!スペシャル（日本テレビ）
- 3月24日、8月18日、9月29日 - ここがヘンだよ外国人（TBS）
- 3月28日、10月3日 - 豪華版!さんまのスーパーからくりTV超特大号!!（TBS）
- 4月2日、10月1日 - ミュージックステーションスペシャル（テレビ朝日）
  - 12月24日 - ミュージックステーションスーパーライブ
- 4月5日、10月4日、12月27日 - 愛の貧乏脱出大作戦スペシャル（テレビ東京）
- 4月11日、10月3日 - おしゃれカンケイ1時間スペシャル（日本テレビ）
- 4月11日 - スーパーナイトFNN選挙スペシャル（フジテレビ）
- 4月18日、10月3日 - MUSIC HAMMERスペシャル（フジテレビ）
- 4月18日 - トロイの木馬1時間スペシャル（フジテレビ）
- 5月1日 - いろもん豪華特別版ボーダーラインスペシャル（日本テレビ）
- 7月3日 - TOKIOのなりゆき!!君を想うとき…夏スペシャル（フジテレビ）
- 7月5日、7月12日、9月20日 - 徳光和夫の情報スピリッツ2時間スペシャル（テレビ東京）
- 7月7日、9月29日、12月1日 - クイズ赤恥青恥スペシャル（テレビ東京）
- 7月30日、12月3日 - 素晴らしきドケチ家族スペシャル（テレビ東京）
- 8月7日 - 王様のブランチ拡大版 ブランチ史上初の7時間半の超拡大生放送だ（TBS）
- 9月12日 - とりあえずもっと!イイ感じ。スペシャル（日本テレビ）
- 9月26日 - やっぱりさんま大先生1時間スペシャル（フジテレビ）
- 10月4日 - 少年頭脳カトリ1999スペシャル（フジテレビ）
- 10月8日 - ウンナンのものすごく気分は上々。スペシャル（TBS）
- 10月10日 - 今夜はリベンジ大爆発もう誰も止められないタケシムケン絶叫スペシャル（テレビ朝日）
- 10月19日 - 超めざましテレビ 女子アナ(秘)初出し映像公開スペシャル（フジテレビ）
- 11月9日 - スーパーニューススペシャル 号外!ニッポン危機大全集（フジテレビ）
- 11月21日 - ネプフジスペシャル 〜ネプチューン ニューヨークを行く〜（フジテレビ）
- 12月15日 - 水曜どうでしょうサイコロ6 ゴールデンスペシャル（北海道テレビ）
- 12月22日 - とくダネ! 20世紀探検隊スペシャル（フジテレビ）
- 12月23日 - 成り上がりロンブー龍東京ジャック（日本テレビ）
- 12月25日 - 聖なる昼あがり!クリスマスどまんなか（関西テレビ）
- 12月26日 - サンデージャングル年末スペシャル（テレビ朝日）
- 12月29日
  - 超特大生放送プラス1 '99（日本テレビ）
  - 笑っていいとも!年忘れ特大号（フジテレビ）
- 12月30日
  - ZIP!味勝負スペシャル!（関西テレビ）
  - freebeat!生SP〜今夜は電波ジャック?激走2時間ミレニアムライブ〜（関西テレビ）
- 12月31日
  - '99年末スペシャル〜激突! 探偵!ナイトスクープVSクイズ!紳助くん（ABC）

ズームイン!!朝!（日本テレビ）
1. 1月1日 - 新春ズームイン!!朝!心と心をつなぐ3時間
2. 3月28日 - ズームイン!!春まつり投稿NG(秘)ビデオ今夜も超ド迫力生放送

噂の!東京マガジン（TBS）
1. 1月1日 - 噂の!東京マガジン新春特別号 どうなる日本の食卓!非常識娘が作る晩ごはん
2. 8月22日 - 噂の!東京マガジン夏の特大号
3. 10月3日 - 噂の!東京マガジン10周年感謝の特別号

ウッチャンナンチャンの炎のチャレンジャーこれができたら100万円!!（テレビ朝日）
1. 1月1日 - ウッチャンナンチャンの炎のチャレンジャーこれができたら2000万円!!プロスポーツ選手大集結!!お年玉大放出スペシャル
2. 3月15日 - ウッチャンナンチャンの炎のチャレンジャーこれができたら1000万円!!今世紀最強の大激突スペシャル

進ぬ!電波少年（日本テレビ）
1. 1月1日 - 電波少年あけまして、おめでとうまつり
2. 3月28日 - 電波少年はだかまつり
3. 10月10日 - 電波少年体育祭

とんねるずのみなさんのおかげでした（フジテレビ）
1. 1月1日 - とんねるず賀正!!
2. 4月1日 - とんねるずのみなさんのおかげでした 春の特大スペシャル
3. 10月7日 - とんねるずのみなさんのおかげでした 秋の特大スペシャル
4. 12月30日 - とんねるずのみなさんのおかげでした 年末特大スペシャル

笑う犬（フジテレビ）
1. 1月1日 - 笑う犬の正月
2. 9月29日 - 笑う犬の生活スペシャル秋の大謝恩会 〜内田よしえの挑戦〜
3. 10月17日 - 笑う犬の冒険 新生活への道スペシャル

嗚呼!バラ色の珍生!!（日本テレビ）
1. 1月3日 - 迎春!バラ色の珍生!!お見合いスペシャル!!
2. 3月25日 - 嗚呼!バラ色の珍生!!命をくれた母との再会涙の大感動スペシャル

快傑熟女!心配ご無用（TBS）
1. 1月5日 - 快傑熟女!心配ご無用 史上最強の人生相談新春スペシャル
2. 3月23日 - 快傑熟女!心配ご無用 史上最強の人生相談・春スペシャル
3. 8月17日 - 快傑熟女!心配ご無用 史上最強の人生相談・夏スペシャル

しあわせ家族計画（TBS）
1. 1月6日 - しあわせ家族計画 世界的大ヒット!海外の宿題逆輸入スペシャル
2. 3月24日 - しあわせ家族計画 芸能人だってフツーのお父さんスペシャル3
3. 9月22日 - しあわせ家族計画 芸能人だってフツーのお父さんスペシャル4

目撃!ドキュン（テレビ朝日）
1. 1月6日 - 目撃!ドキュン 涙をふいて再出発スペシャル
2. 3月24日 - 目撃!ドキュン 春の2時間スペシャル
3. 10月13日 - 目撃!ドキュン 秋の感動涙と笑いの仰天スペシャル

どっちの料理ショー（読売テレビ）
1. 1月7日 - どっちの料理ショー新年大決断スペシャル
2. 10月14日 - どっちの料理ショー秋の豪華スペシャル
3. 12月26日 - どっちの料理ショー世紀末代決断スペシャル

ぐるぐるナインティナイン（日本テレビ）
1. 1月8日 - ぐるナイ今年の主役も僕達ですスペシャル!!
2. 4月9日 - ぐるナイゴチになりにイタリアへ行ったけどスペシャル!!

痛快!知らぬはオトコばかりなり（関西テレビ）
1. 1月8日 - 大痛快!知らばか祭り 女のホンネ激白(秘)特大スペシャル
2. 4月16日 - 大痛快!知らばか親子ここだけの訳アリ人生波乱の感泣スペシャル
3. 9月17日 - 大痛快!知らばか夫婦こんなはずじゃなかった結婚スペシャル

SMAP×SMAP（関西テレビ）
1. 1月11日 - SMAP×SMAP '99新春S-1生グランプリ
2. 3月22日 - SMAP×SMAP特別編 神様ハ見テイタ〜木村拓哉・正義の審判〜
3. 4月5日 - SMAP×SMAP '99春の2時間スペシャル
4. 4月12日 - SMAP×SMAP 今夜は生放送恋人選びスペシャル
5. 7月19日 - SMAP×SMAP特別編 稲垣吾郎のじゃんけんは地球を救う
6. 10月4日 - SMAP×SMAP '99秋の2時間スペシャル
7. 12月27日 - SMAP×SMAP 真冬の拡大スペシャル

奇跡体験!アンビリバボー（フジテレビ）
1. 3月11日 - 奇跡体験!アンビリバボー超特大!!VOL1
2. 3月25日 - 奇跡体験!アンビリバボー超特大!!VOL2
3. 9月23日 - 奇跡体験!アンビリバボーマジ!?超仰天スペシャル
4. 12月23日 - 奇跡体験!アンビリバボー"サンタクロースはいる!?"スペシャル

どうぶつ奇想天外!（TBS）
1. 3月14日 - どうぶつ奇想天外!(秘)号外版!!感動&爆笑!野生チンパンジー密着40年の記録
2. 3月20日 - どうぶつ奇想天外!春の大感動スペシャル
3. 9月25日 - どうぶつ奇想天外!秋の超感動スペシャル

関口宏の東京フレンドパークII（TBS）
1. 3月22日 - 関口宏の東京フレンドパークII 笑撃の嵐!大事な今夜をお前たちにまかせて大丈夫か!?スペシャル
2. 10月4日 - 関口宏の東京フレンドパークII 頂上決戦吉本軍団とことん笑わしたろスペシャル
3. 12月27日 - 熱闘150分!関口宏の東京フレンドパークII 王監督V1おめでとうホークス日本一勝利の大方程式スペシャル

ぷらちなロンドンブーツ（テレビ朝日）
1. 3月22日 - ぷらちなロンドンブーツSP 祝!月9進出全国(秘)ガサ入れ大捜査
2. 10月14日 - 全国ガサ入れ大捜査線 ぷらちなロンドンブーツSP
3. 12月24日 - ぷらちなロンドンブーツSP 史上最悪のクリスマス(秘)過酷な爆笑ドライブ IN ハワイ

学校へ行こう!（TBS）
1. 3月25日 - 学校へ行こう!春公開ノックアウトスペシャル!!
2. 8月10日 - 学校へ行こう!真夏の制服総決起スペシャル
3. 9月21日 - 学校へ行こう!2周年炎のファイヤースペシャル!!

ウッチャンナンチャンのウリナリ!!（日本テレビ）
1. 3月26日 - ウッチャンナンチャンのウリナリ!!サクラ咲ケスペシャル
2. 7月18日 - ウリナリ!!生特番ブラックビスケッツまだバイバイじゃないあきらめないぞスペシャル!!
3. 10月1日 - ウッチャンナンチャンのウリナリ!!ドーバー海峡完全縦断!!奇跡の16時間37分スペシャル

『ぷっ』すま（テレビ朝日）
1. 3月26日 - 『ぷっ』すま木村拓哉をギャフンと言わせてやる!スペシャル
2. 10月15日 - 『ぷっ』すま香取慎吾をギャフンと言わせてやる!スペシャル
3. 12月28日 -

THE夜もヒッパレ（日本テレビ）
1. 3月27日 - THE夜もヒッパレ春爛漫スペシャル'99
2. 9月25日 - THE夜もヒッパレスペシャル'99秋
3. 12月18日 - THE聖夜もヒッパレ

世界ウルルン滞在記（MBS）
1. 3月28日 - 世界ウルルン滞在記春の三大陸スペシャル
2. 10月10日 - 世界ウルルン滞在記'99今年の秋はもう来ないスペシャル

HEY!HEY!HEY! MUSIC CHAMP（フジテレビ）
1. 3月29日 - HEY!HEY!HEY!MUSIC AWARDIII
2. 9月27日 - HEY!HEY!HEY!鬣の2時間スペシャル!
3. 12月20日 - HEY!HEY!HEY!生のチャンプクリスマスIII
4. 12月27日 - 料理の鉄人と名曲集 in へい?へい?へい?

1億人の大質問!?笑ってコラえて!（日本テレビ）
1. 3月31日 - 50億人の大質問!?笑ってコラえて!コラえきれない(秘)イケてる人々大集合SP
2. 10月6日 - 笑ってコラえて!全世界スペシャル!!ダーツの旅てんこ盛り永久保存版
3. 12月22日 - 笑ってコラえて!全地球スペシャル!!ダーツの旅ダーツの旅千年伝説

愛する二人別れる二人（フジテレビ）
1. 4月5日 - みの・美川のTV離婚裁判 愛する二人別れる二人 2時間スペシャル
2. 9月28日 - 愛する二人別れる二人その後の人生スペシャル
3. 10月4日 - 愛する二人別れる二人史上最低の悪女スペシャル

発掘!あるある大事典（関西テレビ）
1. 4月4日 - 発掘!あるある大事典 住まいの総点検スペシャル
2. 10月10日 - 発掘!あるある大事典 体脂肪燃焼スペシャル

開運!なんでも鑑定団（テレビ東京）
1. 4月6日 - 開運!なんでも鑑定団 1999春のお宝鑑定スペシャル
2. 10月5日 - '99開運!なんでも鑑定団スペシャル 日本列島鑑定まつり

ジャングルTV 〜タモリの法則〜（MBS）
1. 4月6日 - ジャングルTV 〜タモリの法則〜 君は春が好きか?ぼくは大好きだぁスペシャル
2. 9月21日 - ジャングルTV 〜タモリの法則〜 またこんなバカやっちゃいましたスペシャル

たけしの誰でもピカソ（テレビ東京）
1. 4月9日 - たけしの誰でもピカソ 快進撃!春の大スペシャル
2. 10月8日 - たけしの誰でもピカソ 食欲&芸術の秋! 豪華バスツアーでお出かけしちゃいましたスペシャル
3. 12月24日 - たけしの誰でもピカソ Xマススペシャル

めちゃ²イケてるッ!（フジテレビ）
1. 4月10日 - めちゃ²イケてるッ!目を覚ませスペシャル
2. 10月9日 - めちゃ²イケてるッ!シャカリキに頑張るゾ動物王国スペシャル!!
3. 12月25日 - めちゃ²イケてるッ!YOUがCANできるならDOしちゃいなッスペシャル!!

出没!アド街ック天国（テレビ東京）
1. 4月10日 - 出没!アド街ック天国 粋な下町スペシャル
2. 10月9日 - 出没!アド街ック天国 秋の超拡大スペシャル

パパパパPUFFY（テレビ朝日）
1. 4月11日 - パパパパPUFFY 激レア限定盤3
2. 10月11日 - パパパパPUFFY 激レア限定盤4
3. 12月29日 - パパパパPUFFY 年末拡大盤

ウンナンのホントコ!（TBS）
1. 8月4日 - ウンナンのホントコ!夏の超(秘)企画連発スペシャル

稲妻!ロンドンハーツ（テレビ朝日）
1. 9月26日 - 稲妻!ロンドンハーツ 初体験2時間ガンガン僕たちやる気っスペシャル
2. 12月26日 - 稲妻!ロンドンハーツ 今夜プロポーズされるのはあなたかも…マジでナマで大丈夫かスペシャル

サタ☆スマ（フジテレビ）
1. 10月2日 - 中居正広のボク生き秋の境界線超特大号
2. 11月12日 - 今夜だけフライデースマップ!
3. 12月18日 - 中居正広のボク生き境界線クリスマス超特大号

## 各局のキャンペーン
- 「日テレ式」（日本テレビ）
- 「夢をつなぐ橋。TBS」（TBS） - キャラクターデザインは326が手掛けた。
- 「マジ?フジ」（フジテレビ）